# Palais de la Bourse (Lyon)
Pour les articles homonymes, voir Palais de la Bourse.
Le palais de la Bourse ou palais du Commerce est un édifice situé dans le 2e arrondissement de Lyon, en France. Inauguré en 1860 par l'empereur Napoléon III, il fait l'objet  d’un classement au titre des monuments historiques depuis le 10 février 1994. Bordé par la place des Cordeliers au sud, la place de la Bourse au nord, la rue de la République à l'ouest et la rue de la Bourse à l'est, il abrite actuellement le siège de la chambre de commerce et d'industrie de Lyon.

## Histoire
Dans le contexte des percées de la Presqu'île de Lyon au Second Empire menées par le préfet Claude-Marius Vaïsse, est décidée en 1853 la construction du palais du Commerce. Il doit réunir un musée d'art et d'industrie, des magasins, la compagnie des agents de change et des courtiers en soie ainsi que la chambre de commerce et le tribunal de commerce. Le 4 août 1854, René Dardel –architecte du pont la Feuillée, des halles couvertes de la rue de la Martinière et du percement de la rue Victor-Hugo– est choisi par le préfet Vaïsse pour la construction de l'édifice.
La construction démarre en 1856 et la première pierre est posée le 15 mars. Le bâtiment est inauguré par Napoléon III et l'impératrice Eugénie le 25 août 1860.
La Bourse de Lyon a été le principal marché régional de France. Le parquet, établi en 1845, émerge puis s’emballe au début des années 1880. La crise de 1882 provoque l’effondrement du marché, qui lutte pour sa survie en liquidant progressivement le passif laissé par le krach, puis en bénéficiant de l’activité croissante de la Coulisse. En adoptant de nouveaux horaires de Bourse et en admettant à la cote officielle des valeurs échangées à Paris, Lyon attire des ordres d’arbitrageurs du marché non officiel parisien. Mais à la Belle Époque l’effervescence de l’économie locale est catalysée vers le marché par des changements institutionnels aux niveaux local et national.
Lyon fut un haut-lieu de la spéculation sur les sociétés moyennes dans les années 1920, en particulier celles exploitant la houille blanche des Alpes, temps fort de l'histoire boursière, les sept bourses de province voyant leur capitalisation multipliée par neuf entre 1914 et 1928, pour atteindre 16 % de la capitalisation française contre 9 % en 1914. La Bourse de Lyon joue un rôle considérable lors de l'essor de la houille blanche des années 1920, car la Chambre syndicale lyonnaise adopte une nouvelle politique d’admission à la cote plus favorable aux titres des petites entreprises locales. La consommation électrique française, aluminium inclus, quadruple au cours des années 1920 alors qu'elle double simplement en Europe. La seule production hydroélectrique est multipliée par huit. Le secteur pèse 20 % des émissions d'obligations et surtout d'actions française en 1930 contre 8 % dans la première partie des années 1920. Les grands barrages se multiplient et permettent d'investir dans des lignes à haute tension pour l'interconnexion électrique de grande capacité, qui permet de relier les « deux France énergétiques » : le sud hydraulique et le nord charbonnier. Moins cher, l'hydraulique complète les centrales thermiques pour abaisser leur coût de revient. Ces dernières relaient l'hydraulique en saison de basses-eaux des torrents. Ensuite, les premiers lacs de barrage permettent de répondre aux pics de demande.
Destinée à l'origine à accueillir de nombreuses institutions, le palais de la Bourse, aujourd'hui chambre de commerce et d'industrie de Lyon, a abrité :
- le tribunal de commerce ;
- la Compagnie des courtiers en soie et marchandises qui quitte le bâtiment dès 1867 ;
- le conseil des prud'hommes qui y tient ses séances jusqu'en 1927 ;
- le Crédit lyonnais, banque lyonnaise née de la réunion de soyeux, dont le siège y est établi jusqu'en 1934.

C'est en sortant de l'édifice le 24 juin 1894 que le président de la République Sadi Carnot se fait assassiner par l'anarchiste Sante Geronimo Caserio sous les fenêtres donnant sur la rue de la République. Un pavé de couleur rouge, au sol, et une plaque commémorative, sur le mur, sont présents à l'endroit précis.

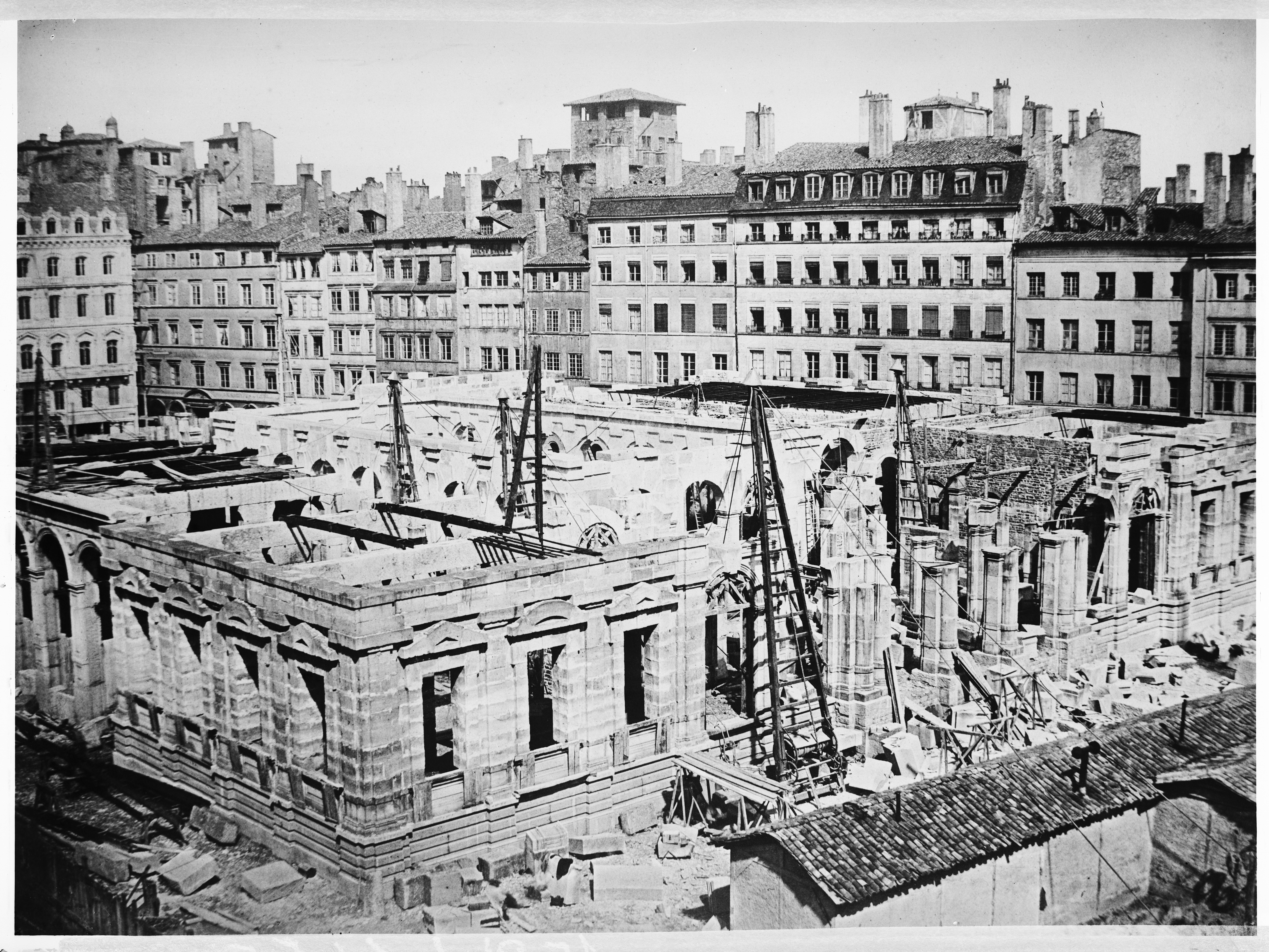
Ouverture de la rue Impériale (actuellement rue de la République) et construction du Palais du Commerce, 1857
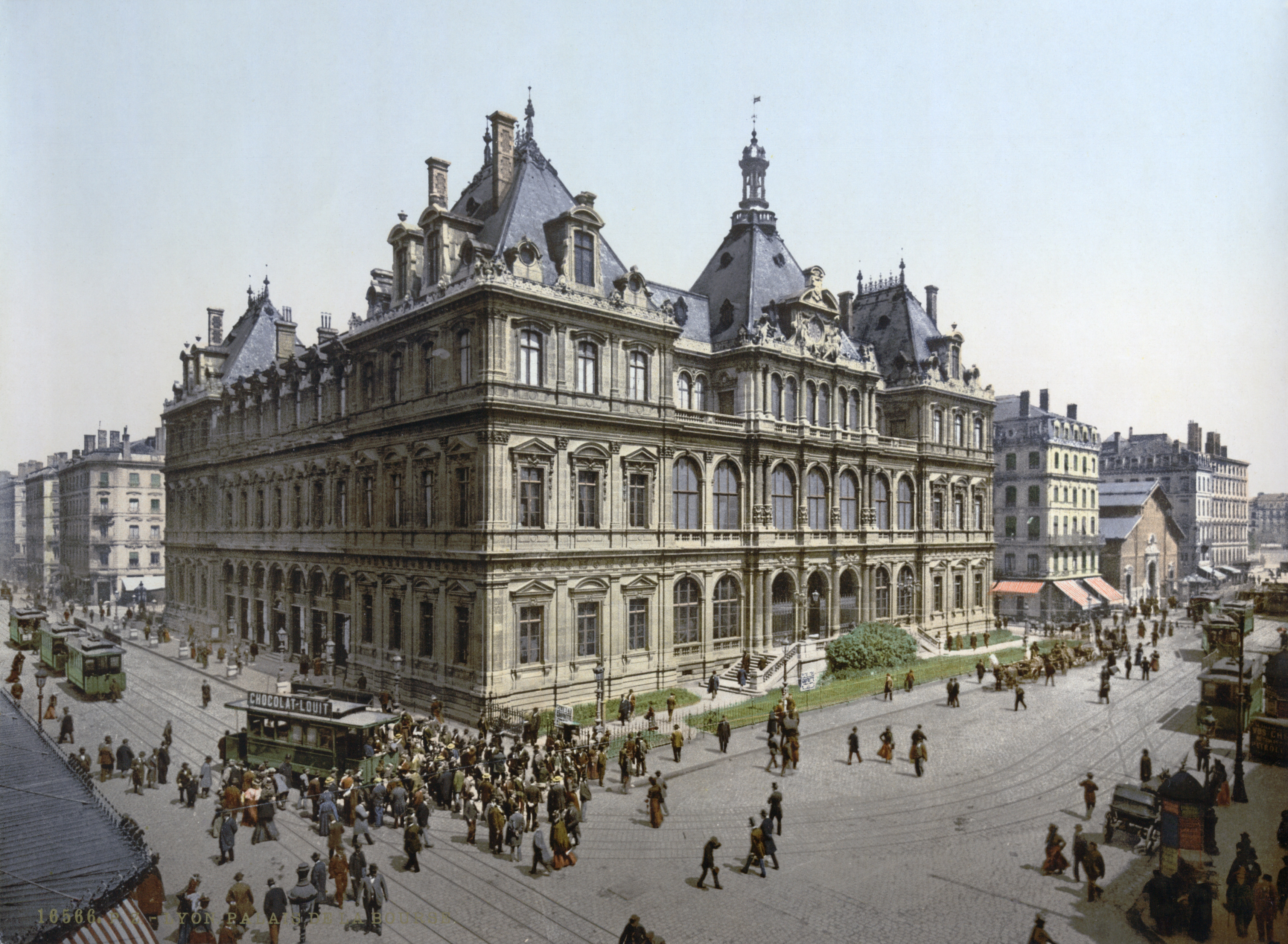
Le palais de la Bourse vers 1890–1905
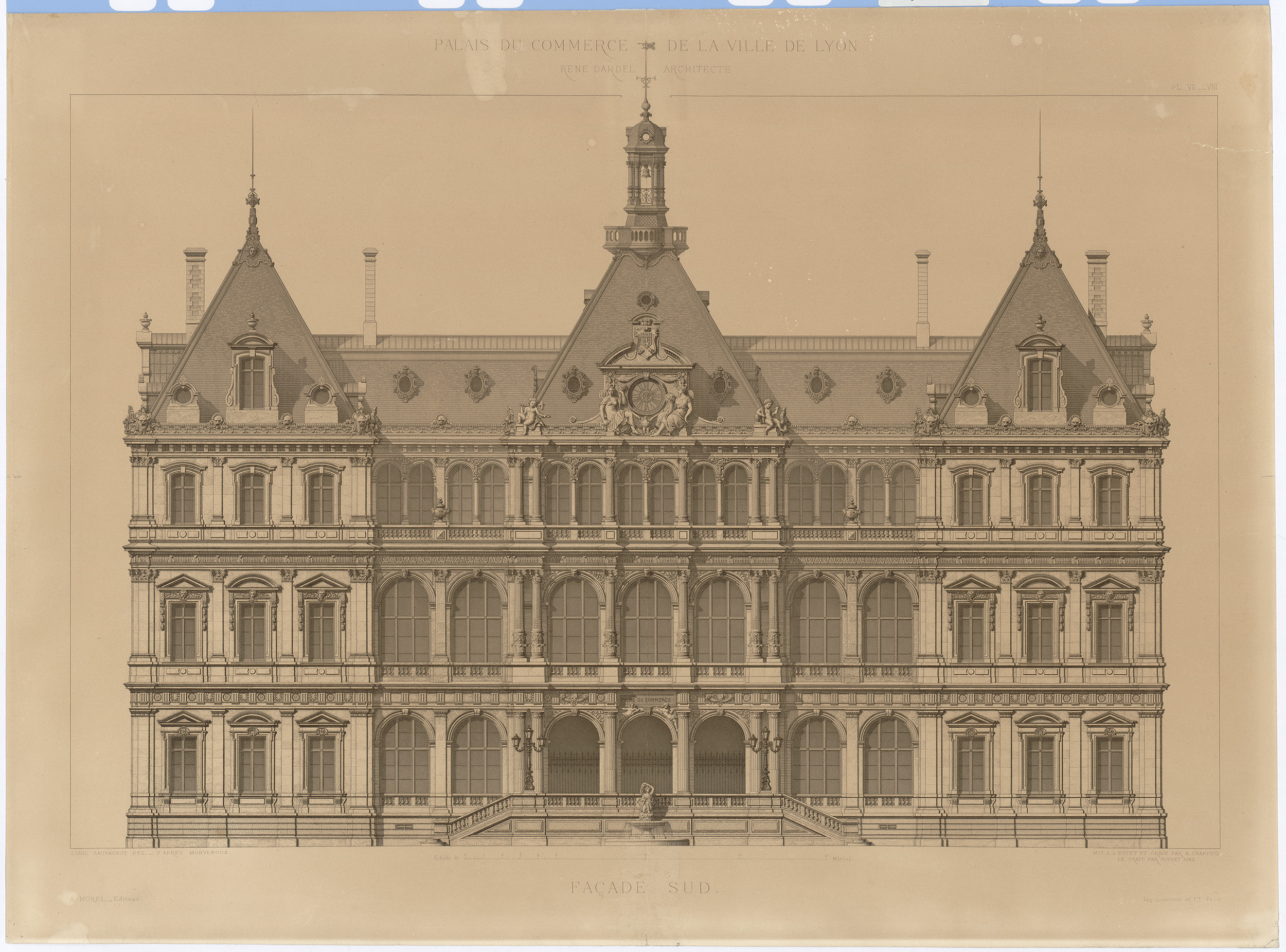
Façade sud du palais du Commerce de la Ville de Lyon, 1868, Architecte René Dardel, Archives municipales de Lyon.
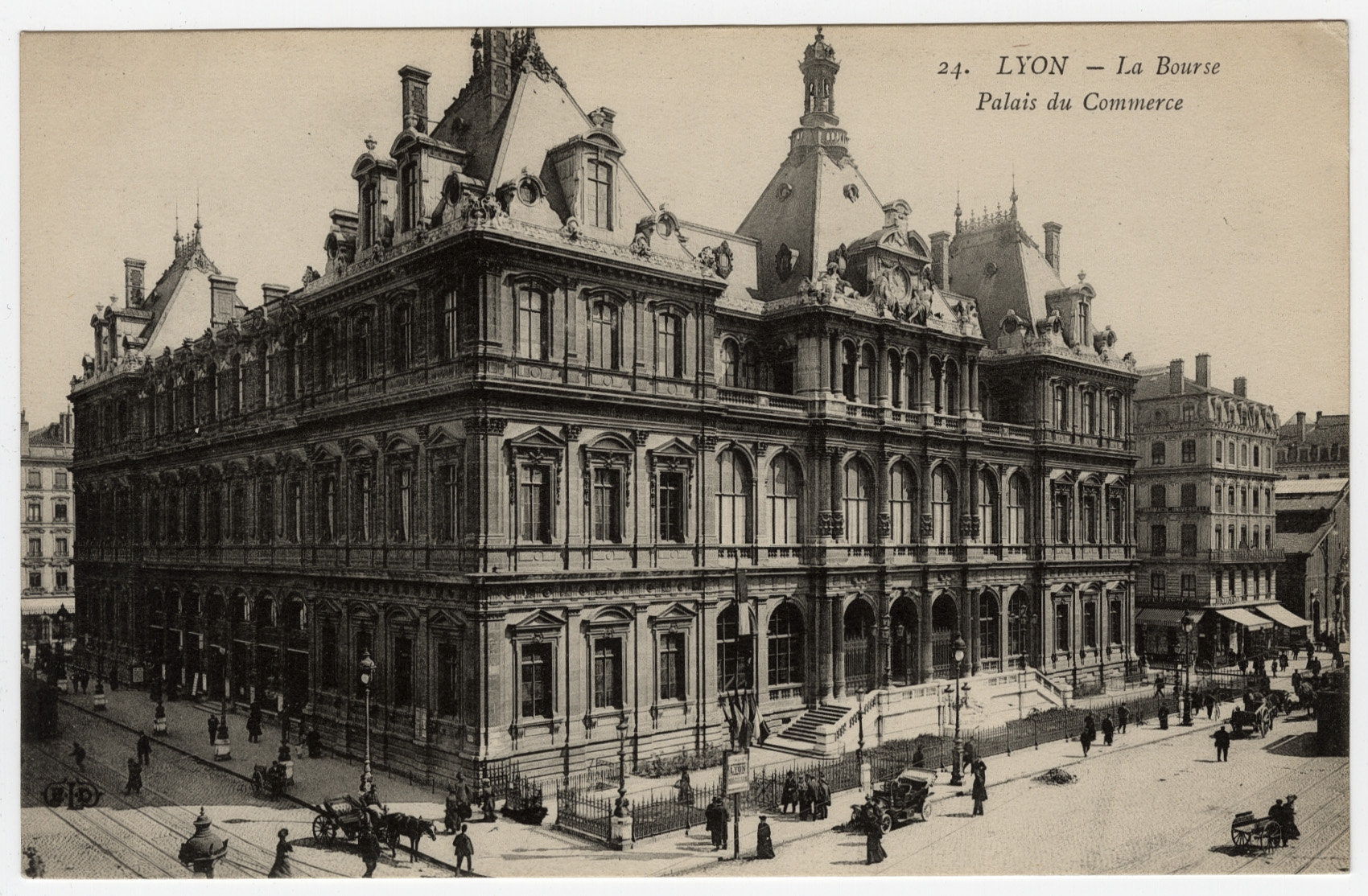
La Bourse vers 1894-1920
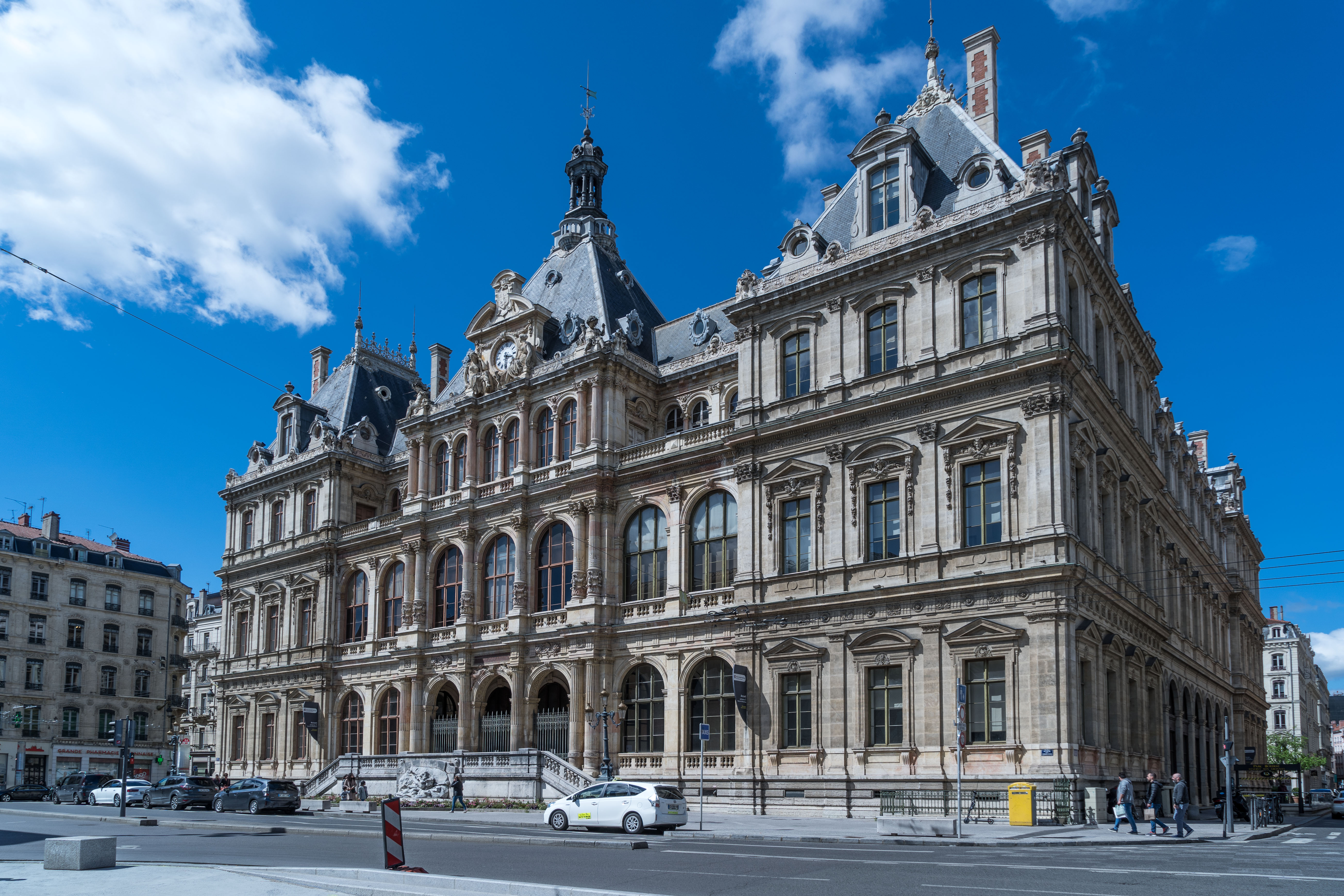
Palais de la Bourse en 2019

## Architecture
Le bâtiment mesure 56,6 mètres sur 64,5 mètres. Il est composé de quatre pavillons d'angle et d'une salle centrale, appelée Salle de la Corbeille qui en occupe toute la hauteur.
La décoration du bâtiment, tant dans ses façades que ses parties intérieures reflète la destination de l'édifice : des statues de la Justice, de la Tempérance, de l'Agriculture, du Commerce et de l'Industrie. Les deux façades au nord et au sud sont richement décorées avec de nombreux entablements, balcons et colonnes. La plupart des peintures des plafonds intérieurs sont l'œuvre d'artistes lyonnais tels que Antoine Claude Ponthus-Cinier ou de Jean-Baptiste Beuchot.
La statue extérieure aux pieds de l'escalier donnant sur la place des Cordeliers, une allégorie où Saône et Rhône personnifiées joignent leur bras pour pointer vers l'avenir, est une œuvre en marbre blanc du sculpteur André Vermare et date de 1905.

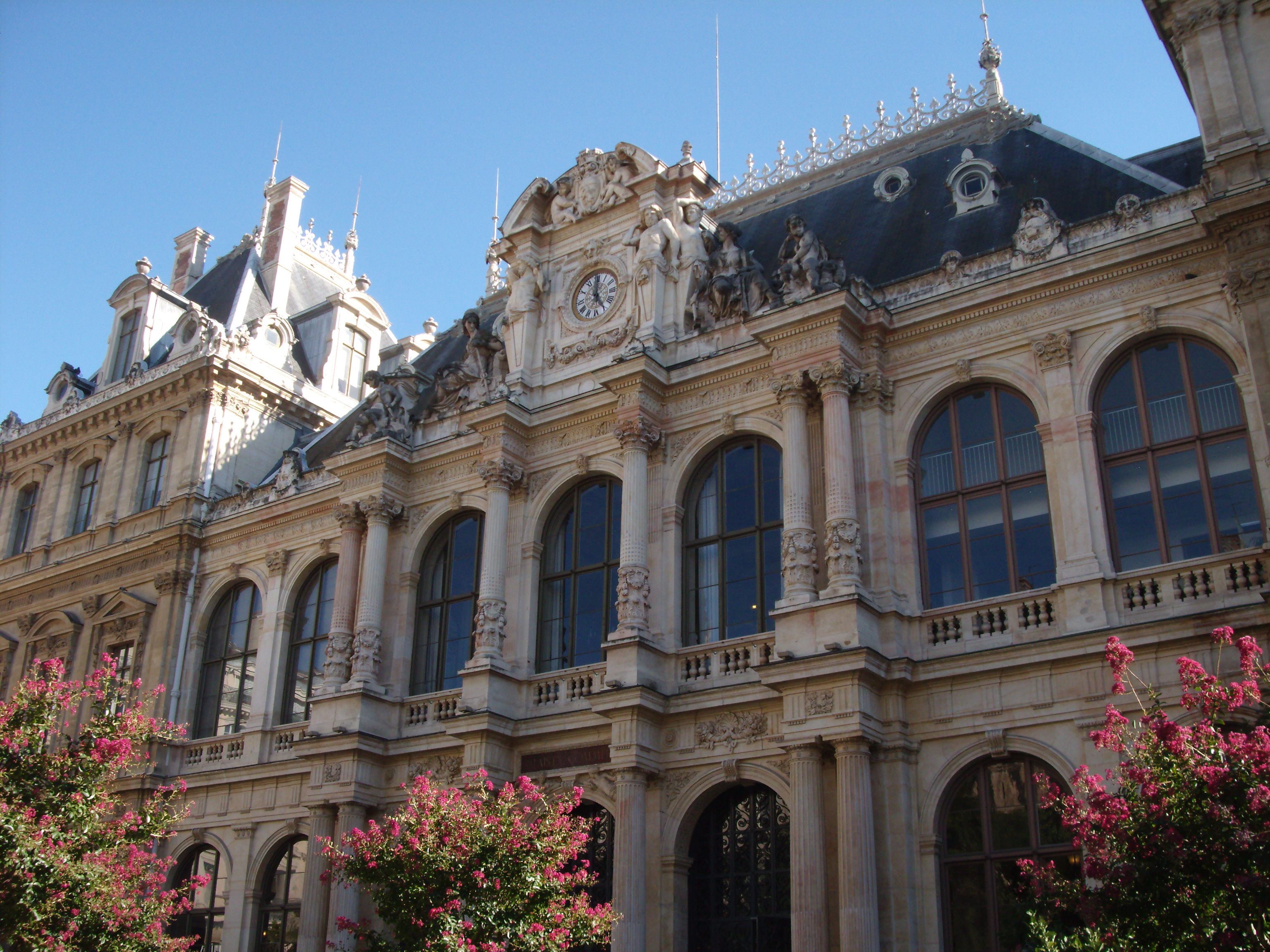
Façade nord
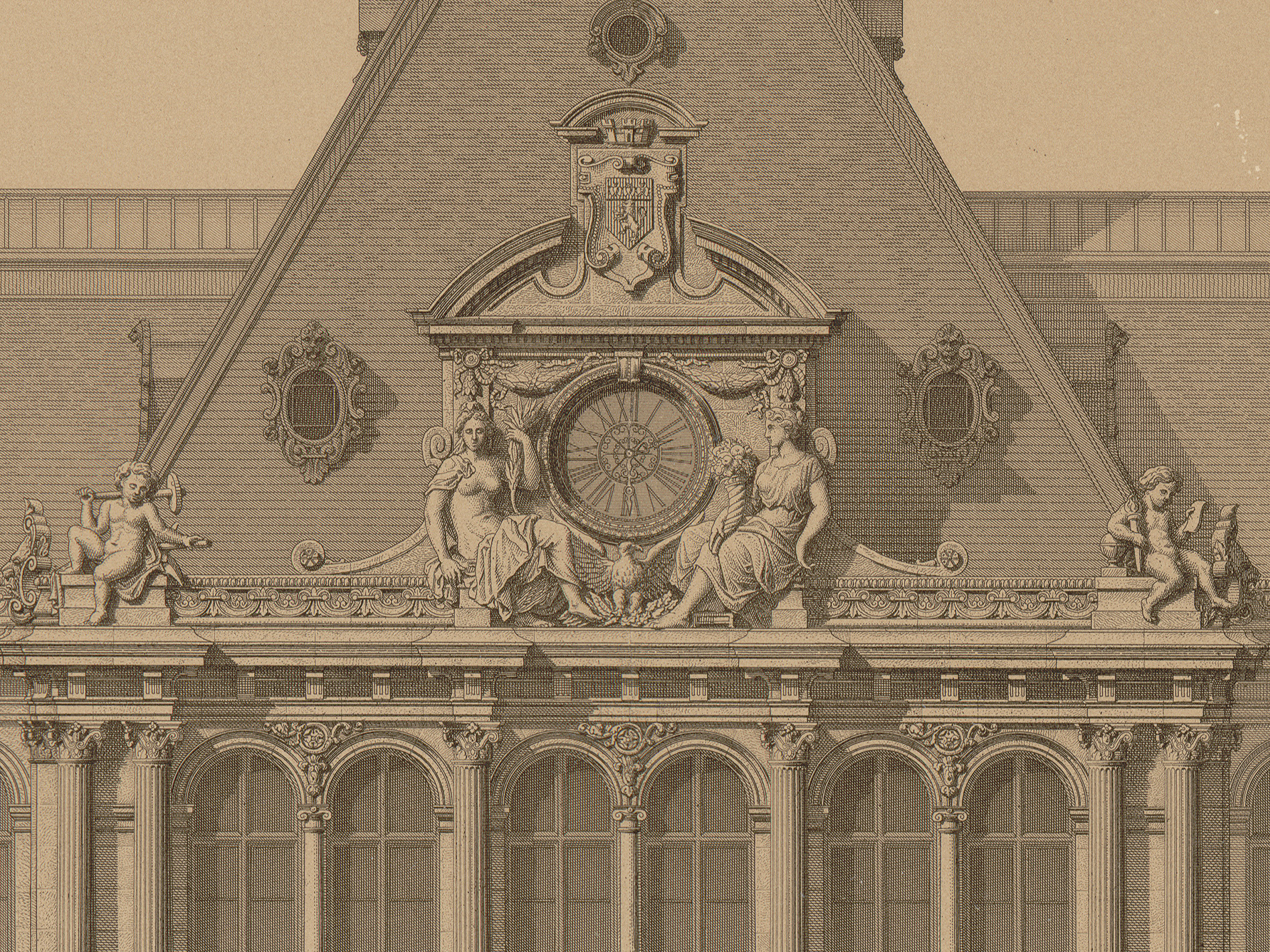
Détail de l'horloge du fronton en 1868 (façade sud)
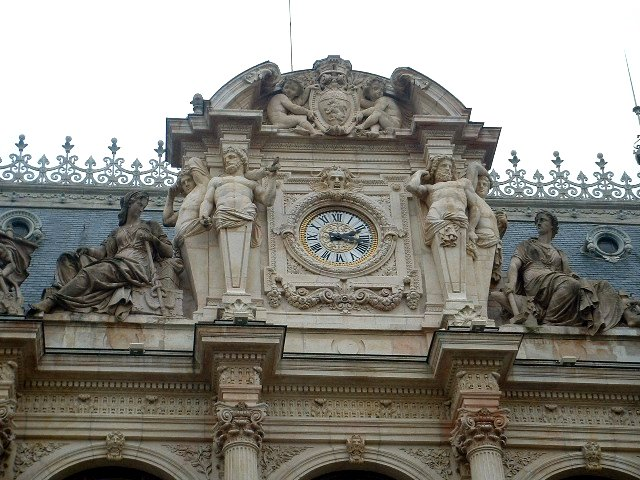
L'horloge du fronton (façade sud)
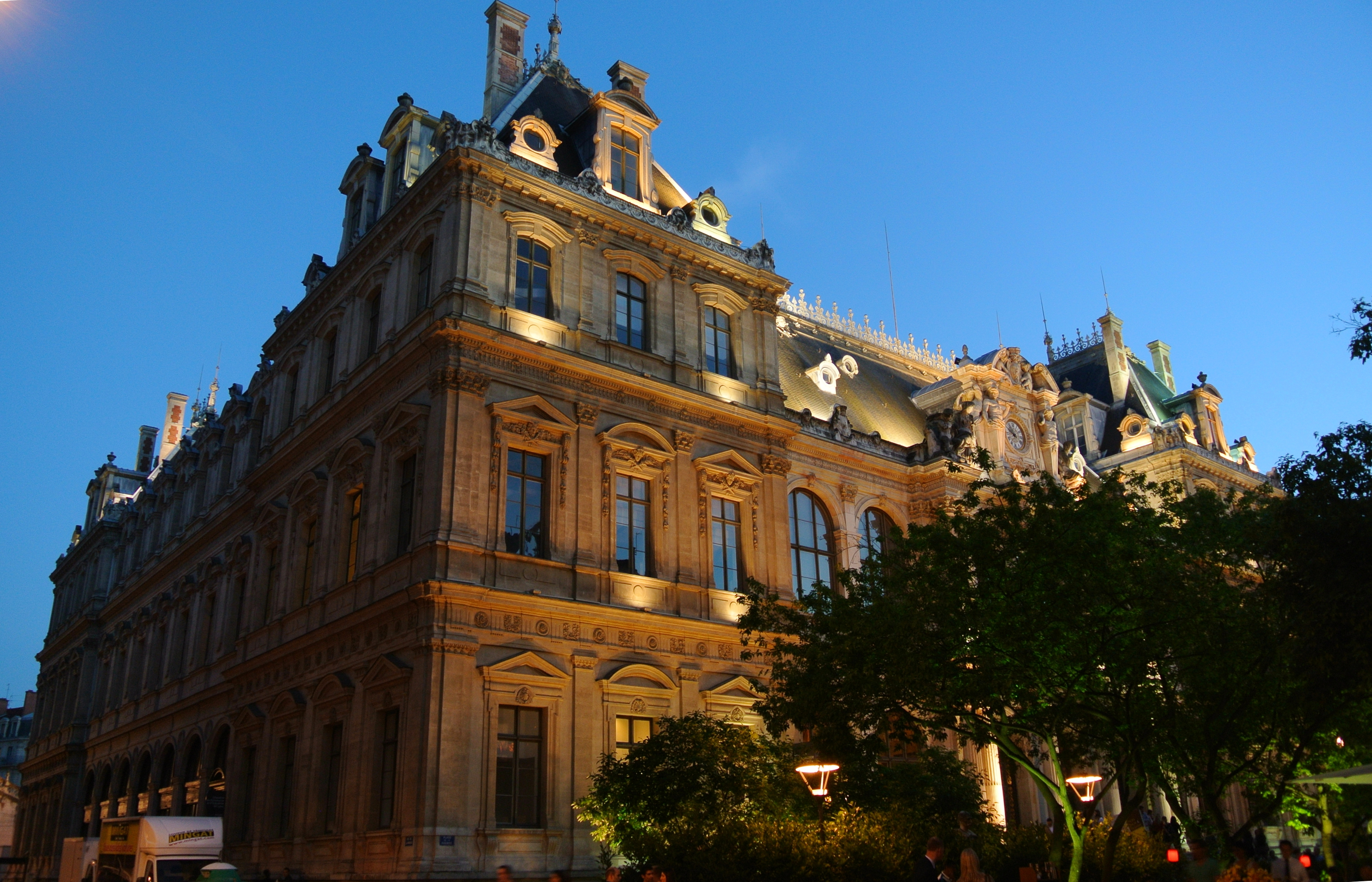
Coin nord-est, vu depuis la rue de la Bourse
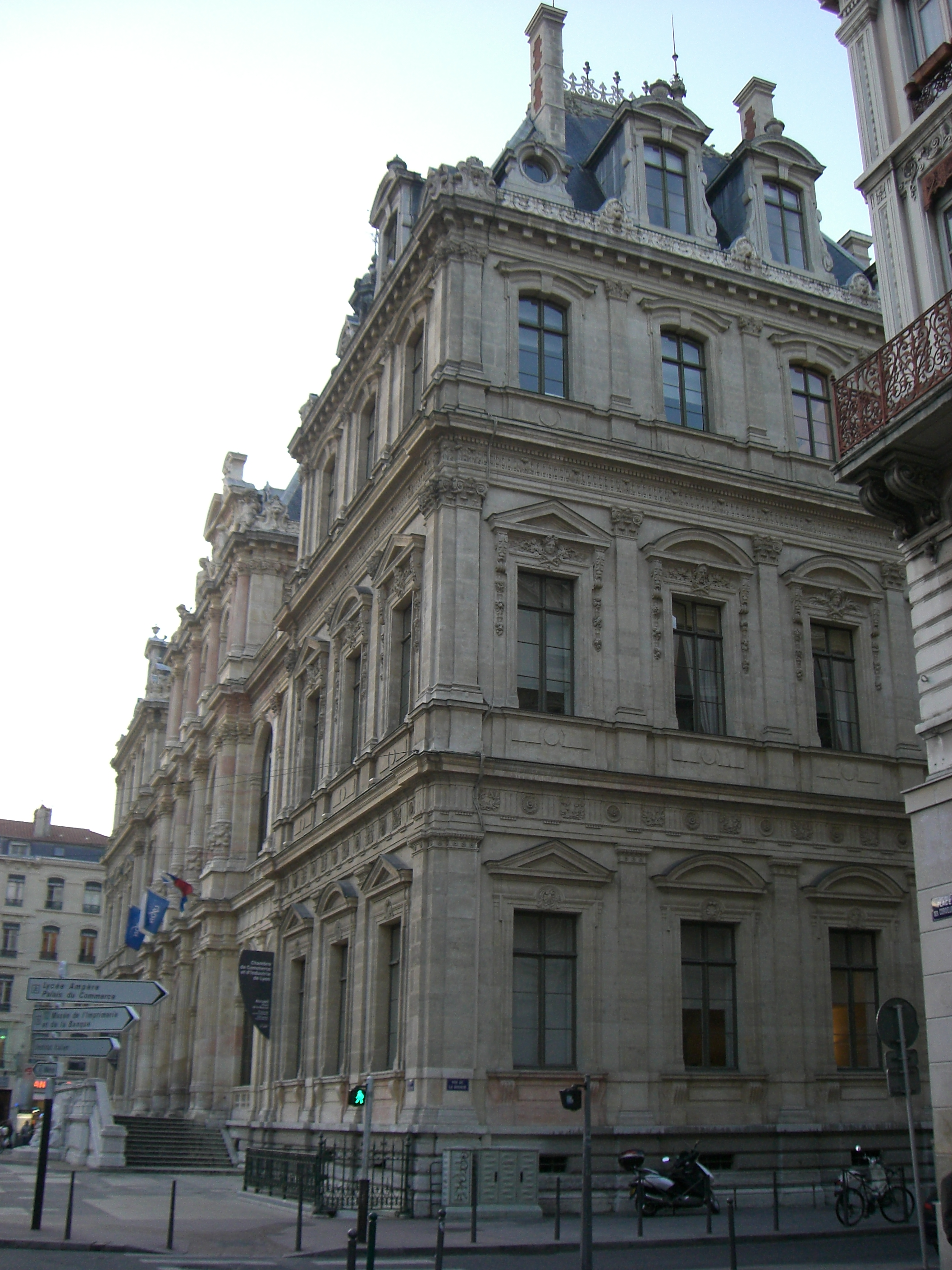
Détails du pavillon sud-est
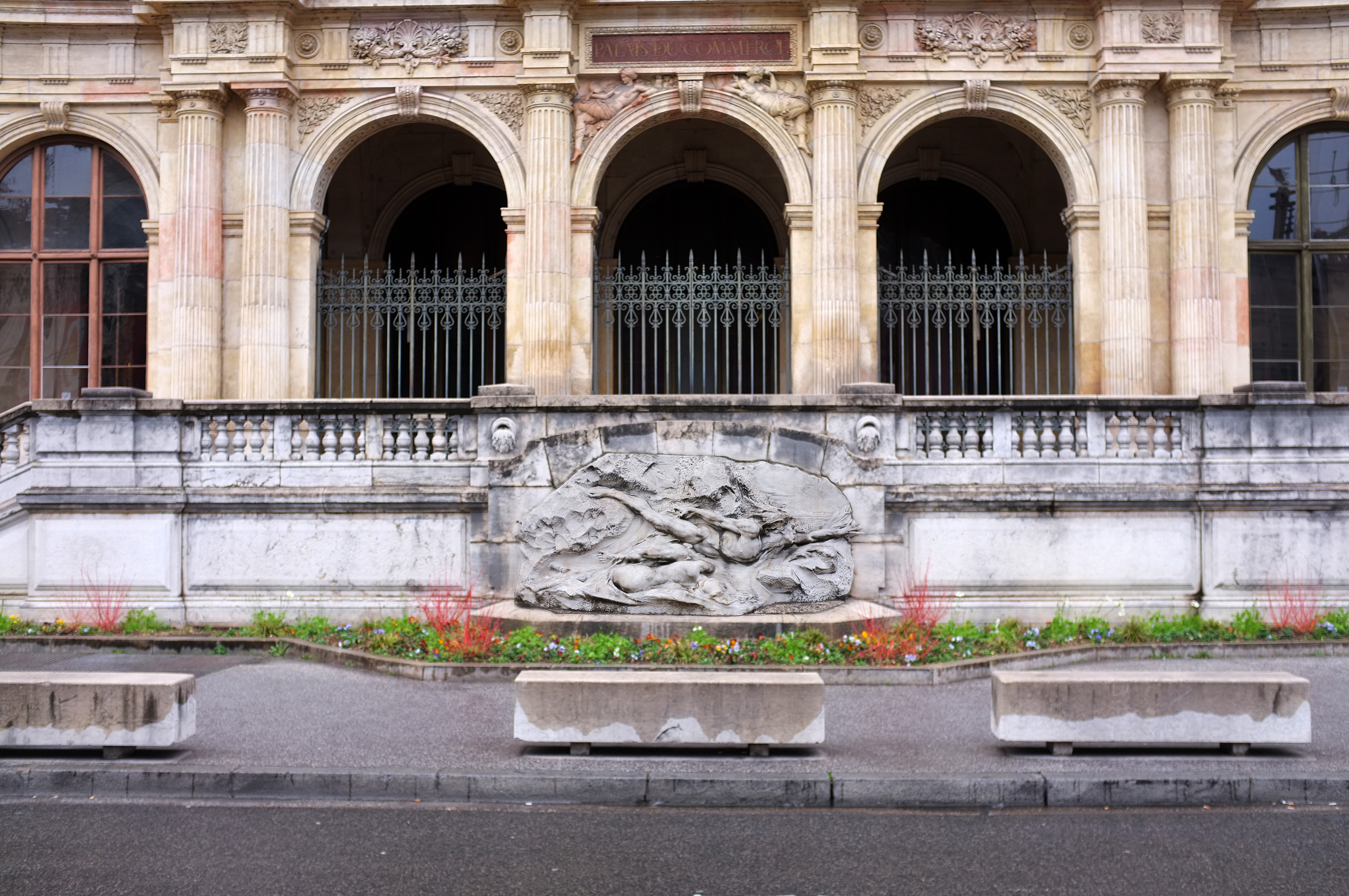
Sculptures Le Rhône et la Saône, par André Vermare (façade sud)
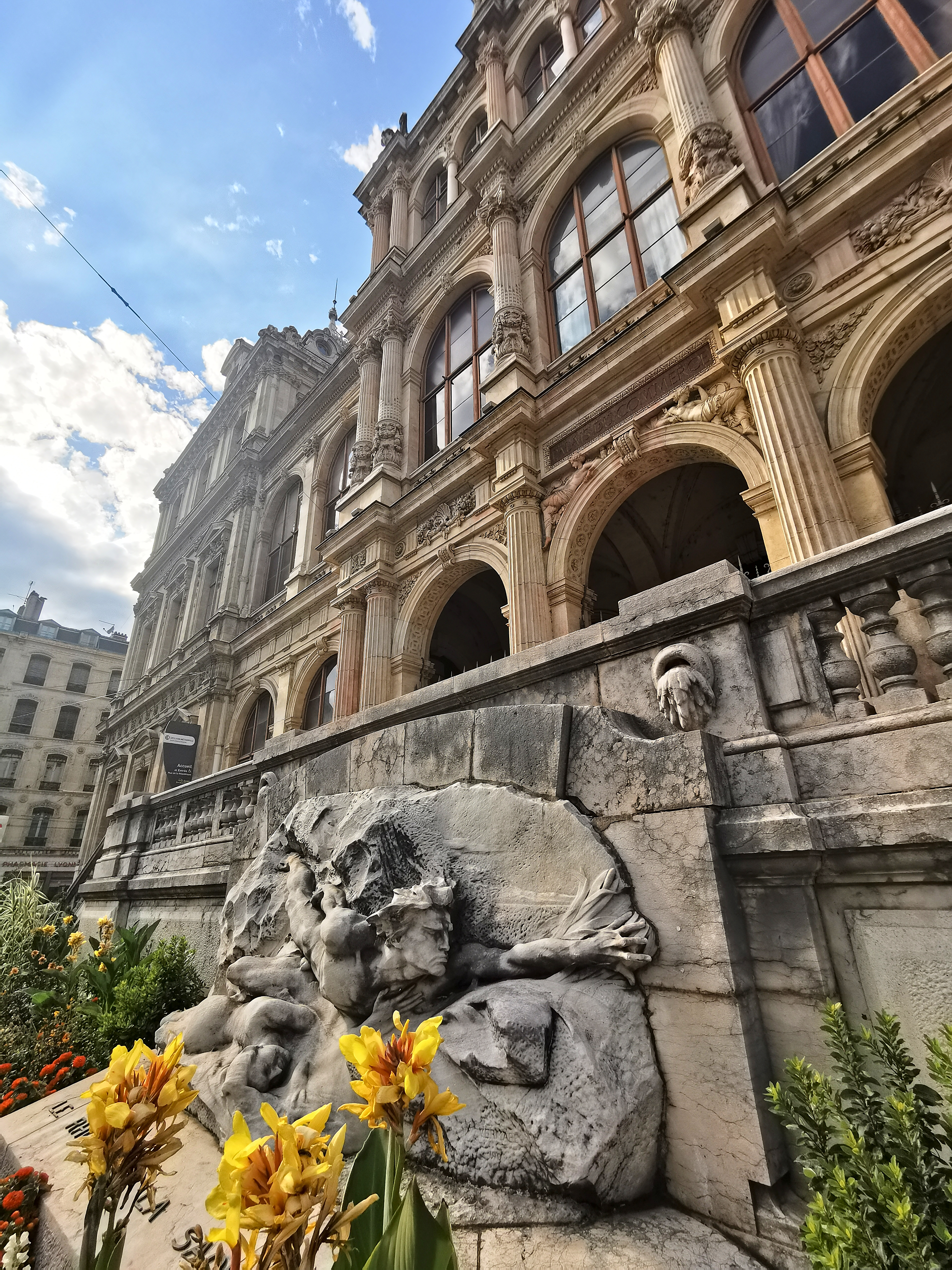
Le Rhône et la Saône vu "d'en aval"

### Intérieur
Au centre du bâtiment se trouve la grande salle de la bourse, ou salle de la corbeille (en référence à la corbeille où se trouvaient les agents de change, qui a disparu). De nombreuses sculptures et reliefs ornent les murs : les armoiries des principales villes commerciales de l'époque encadrées de feuillages correspondant aux pays qu'elles représentent font le tour de la salle, selon les dessins de René Dardel. Au premier niveau, quatre niches contiennent chacune une statue représentant les quatre élements : La Terre et L'Air par Jean-Marie Bonnassieux, et L'Eau et Le Feu par François Félix Roubaud. La galerie supérieure contient quatre statues de Joseph-Hugues Fabisch, représentant les quatre parties du monde : l'Asie, l'Afrique, l'Amérique et l'Europe,. Toujours au premier étage, au-dessus de l'horloge située au sud, se trouve un groupe de trois femmes sculpté par Jean-Marie Bonnassieux, représentant « l'heure prochaine ou le pouvoir naissant, l'heure du moment ou le pouvoir régnant, l'heure passée ou le pouvoir expiré ».

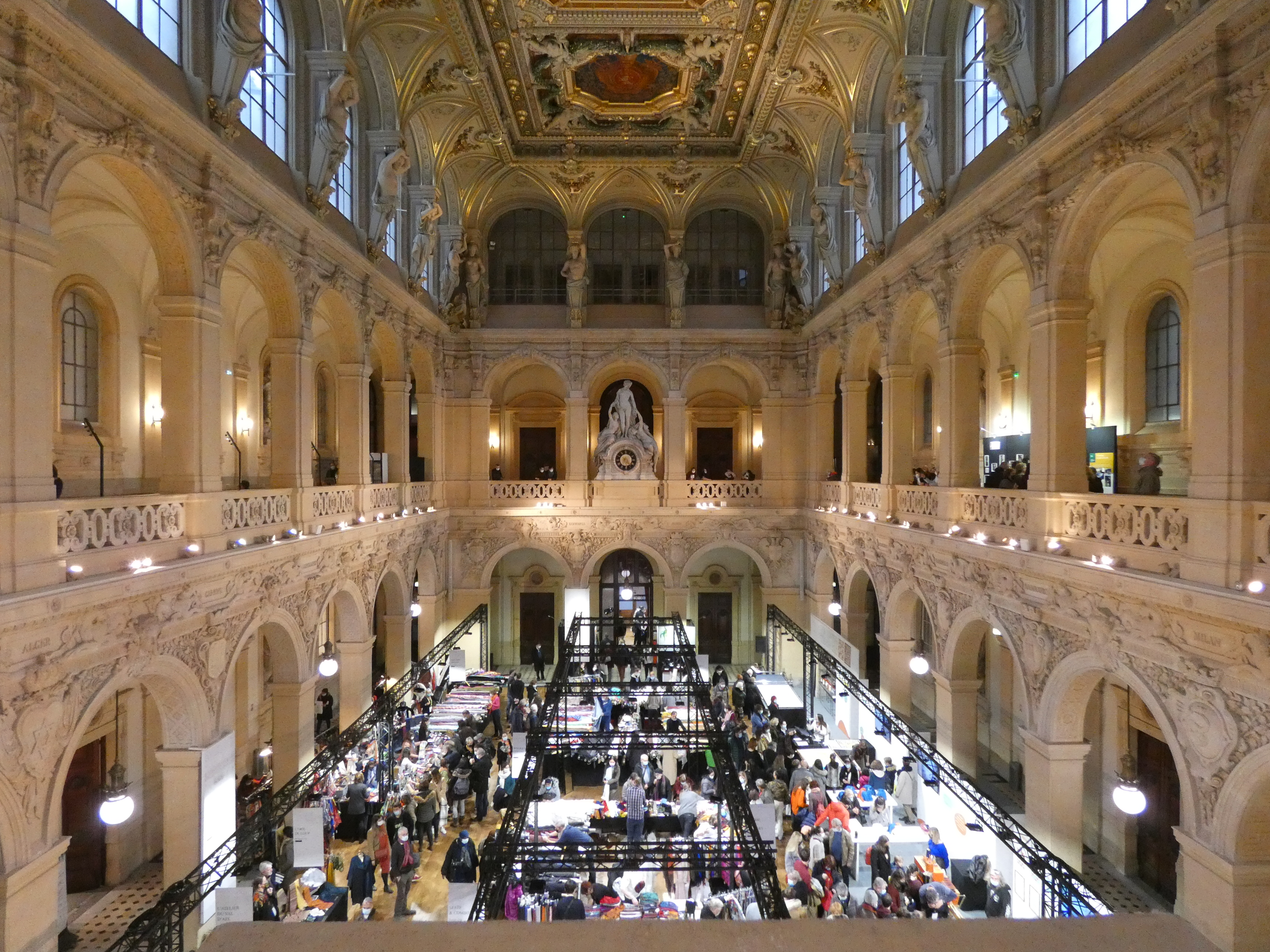
Salle de la corbeille
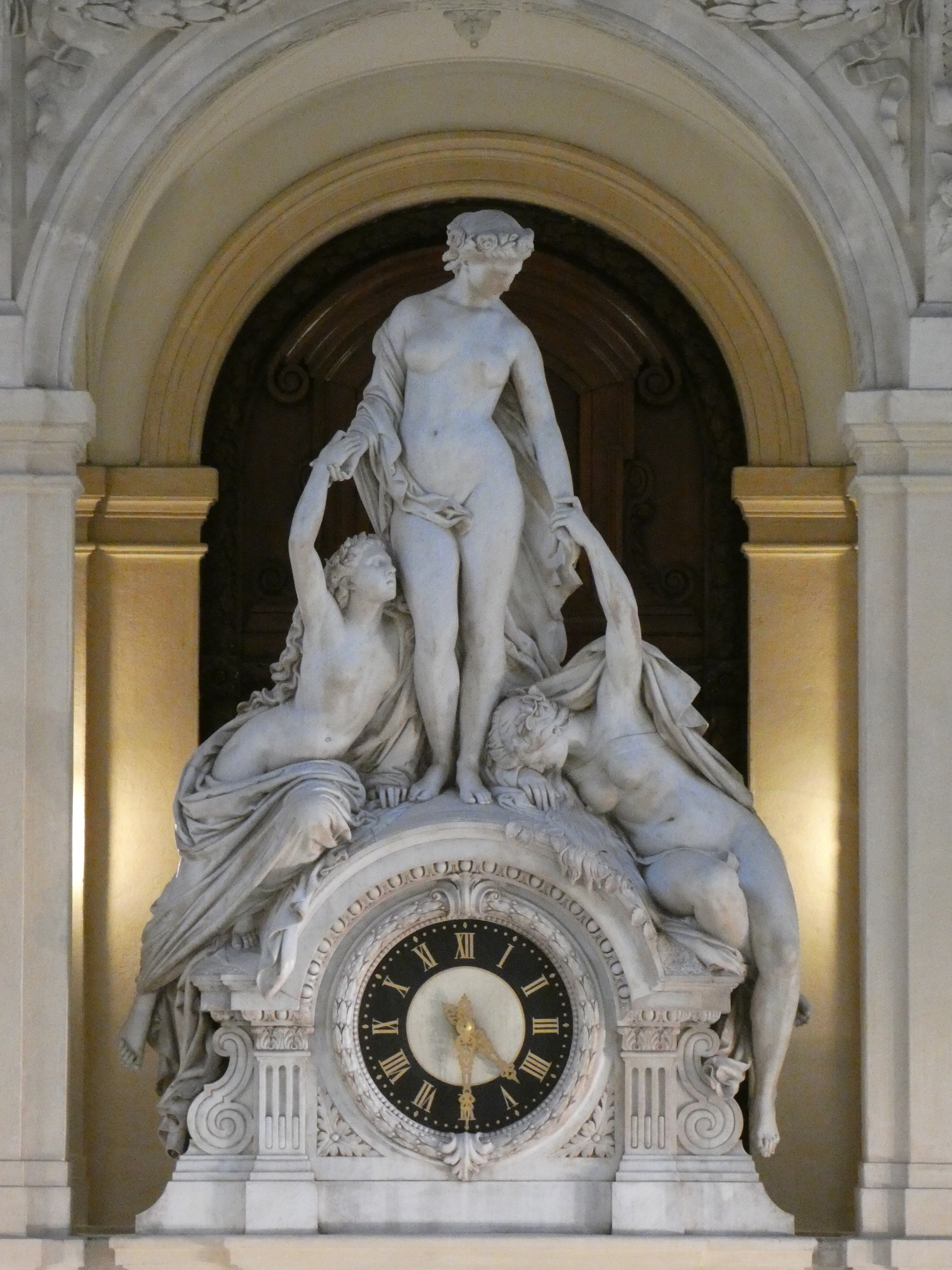
Les Heures de la vie par Bonnassieux

Les quatre éléments par Roubaud et Bonnassieux
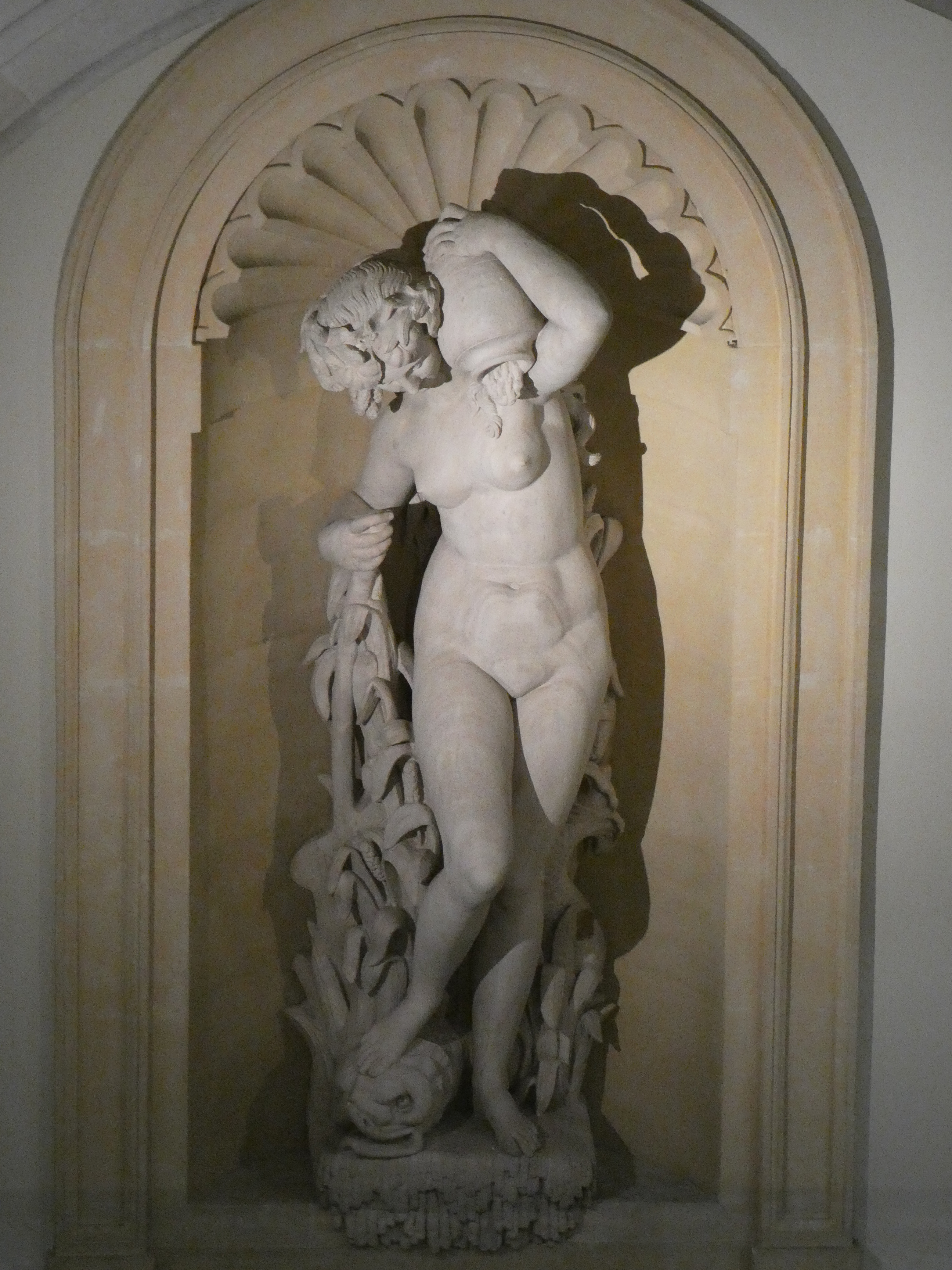
L'Eau (Roubaud)
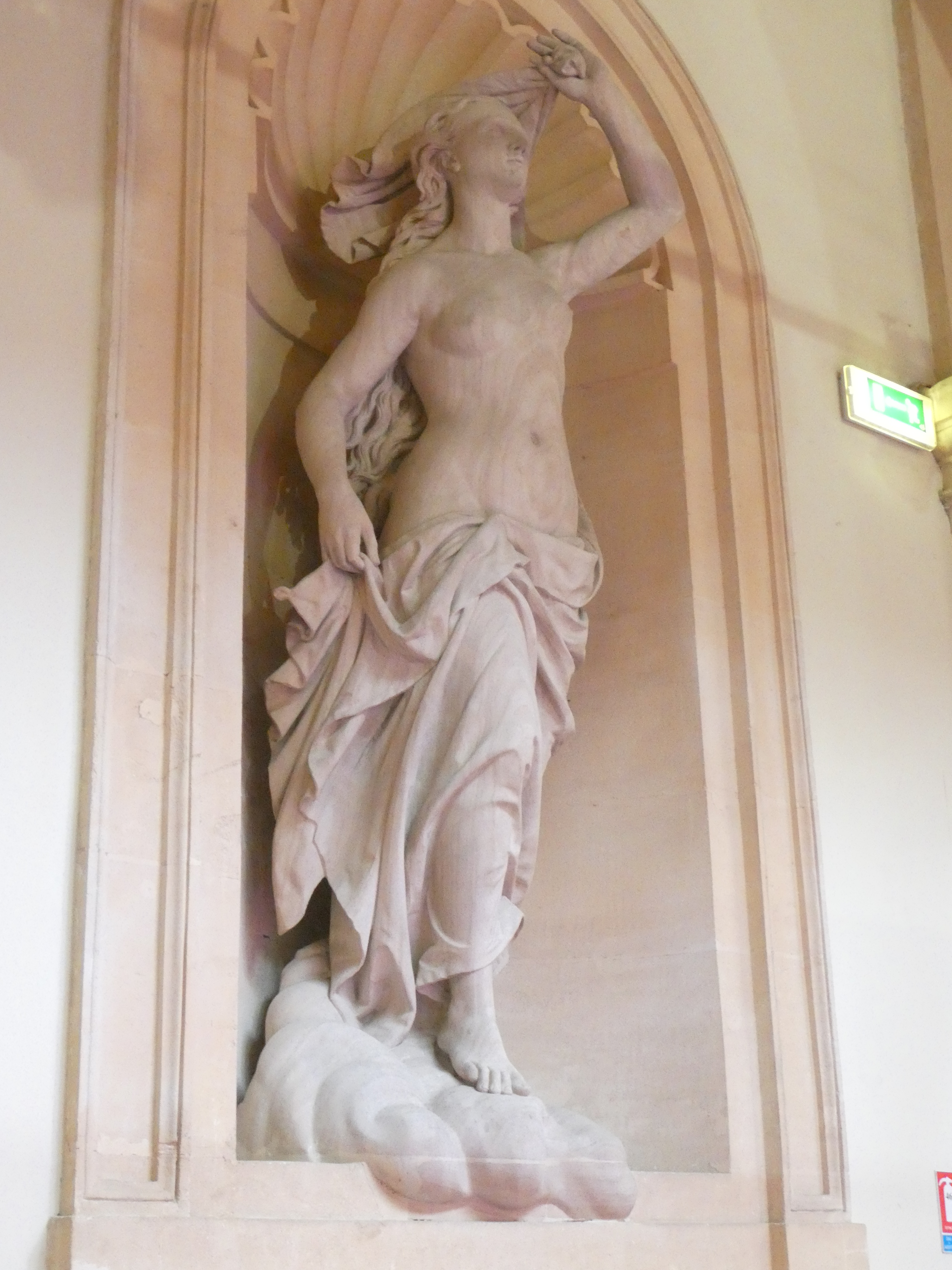
L'Air (Bonnassieux)
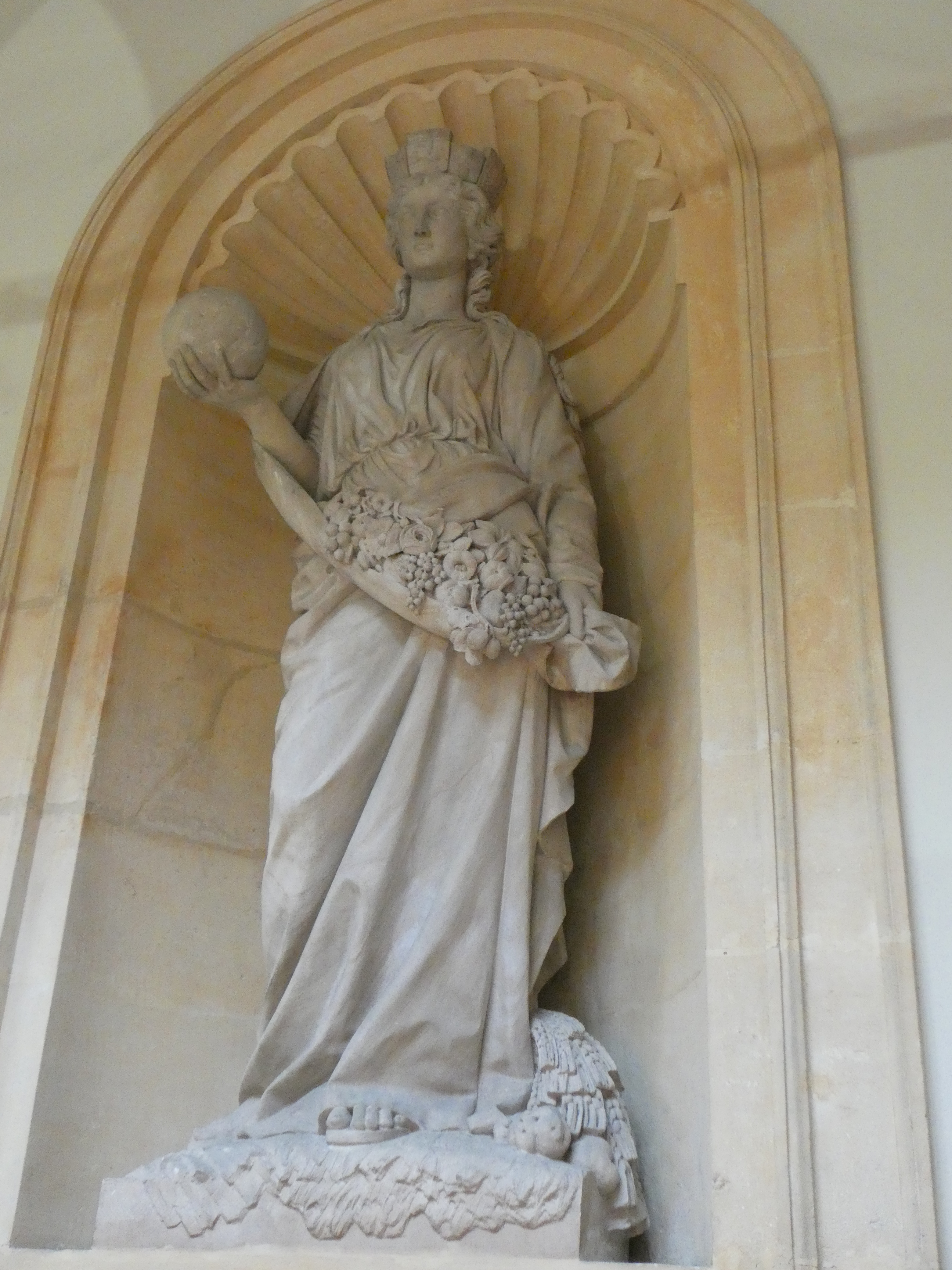
La Terre (Bonnassieux)
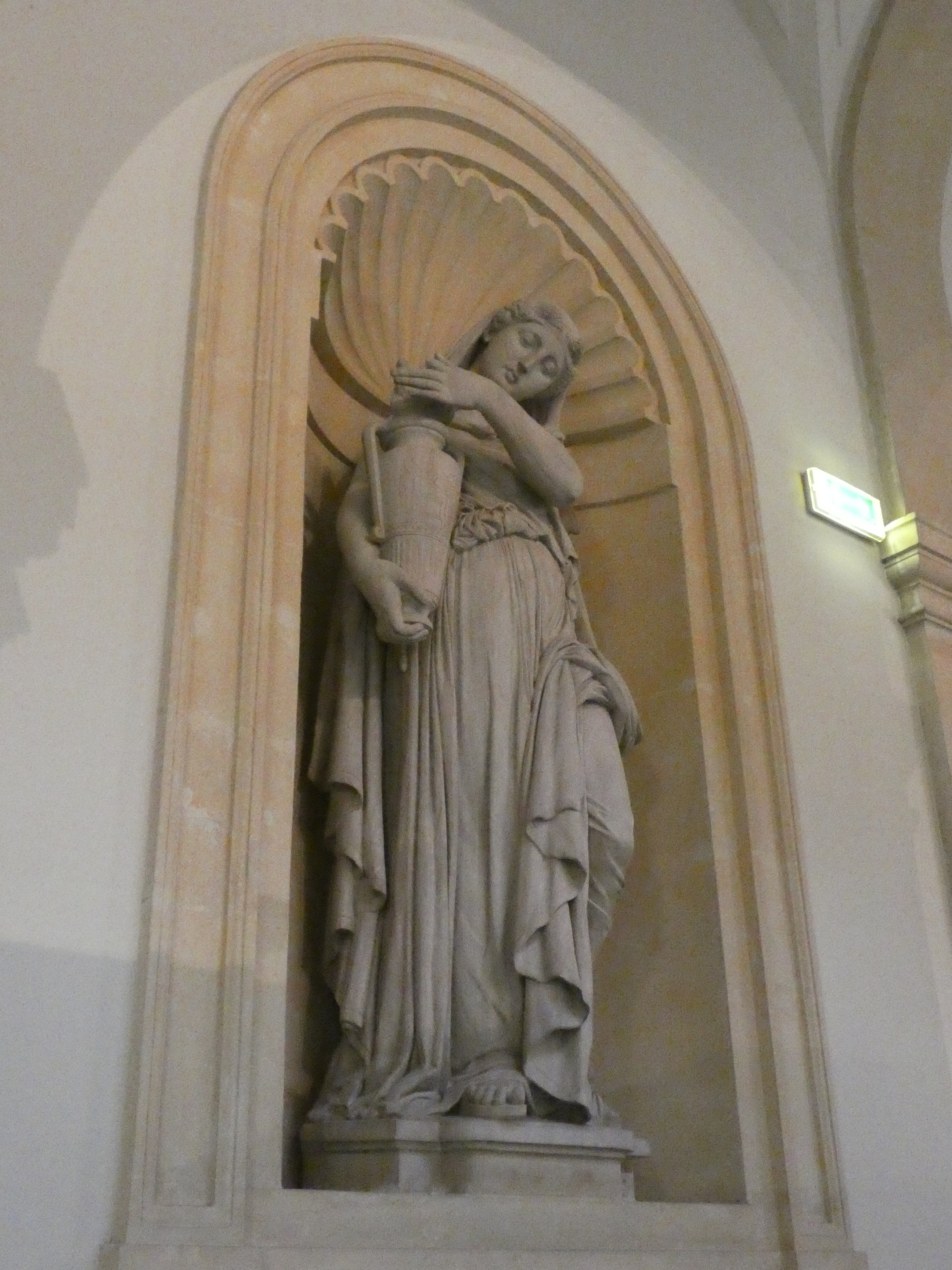
Le Feu (Roubaud)

Les Quatre Parties du monde par Fabisch
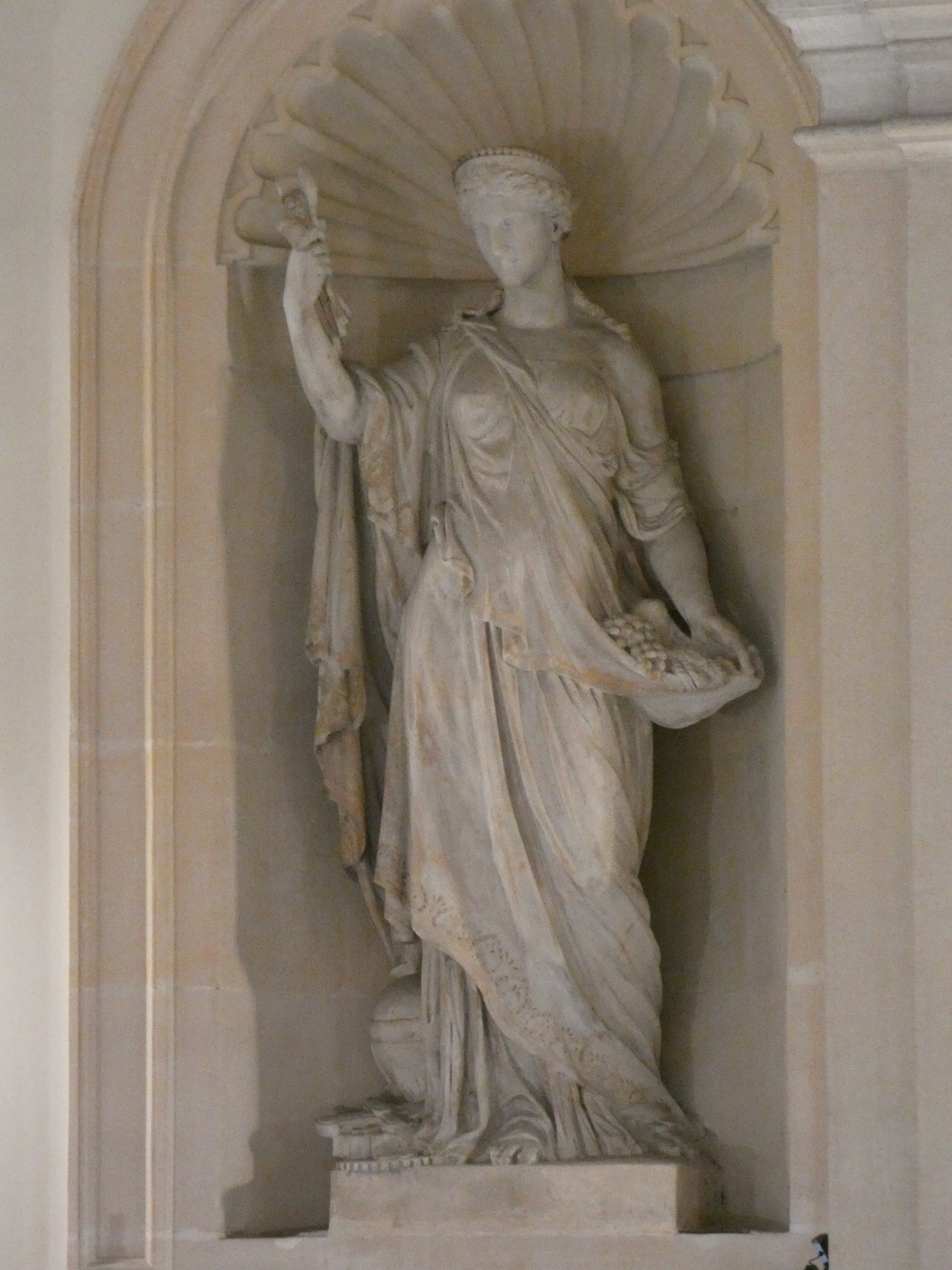
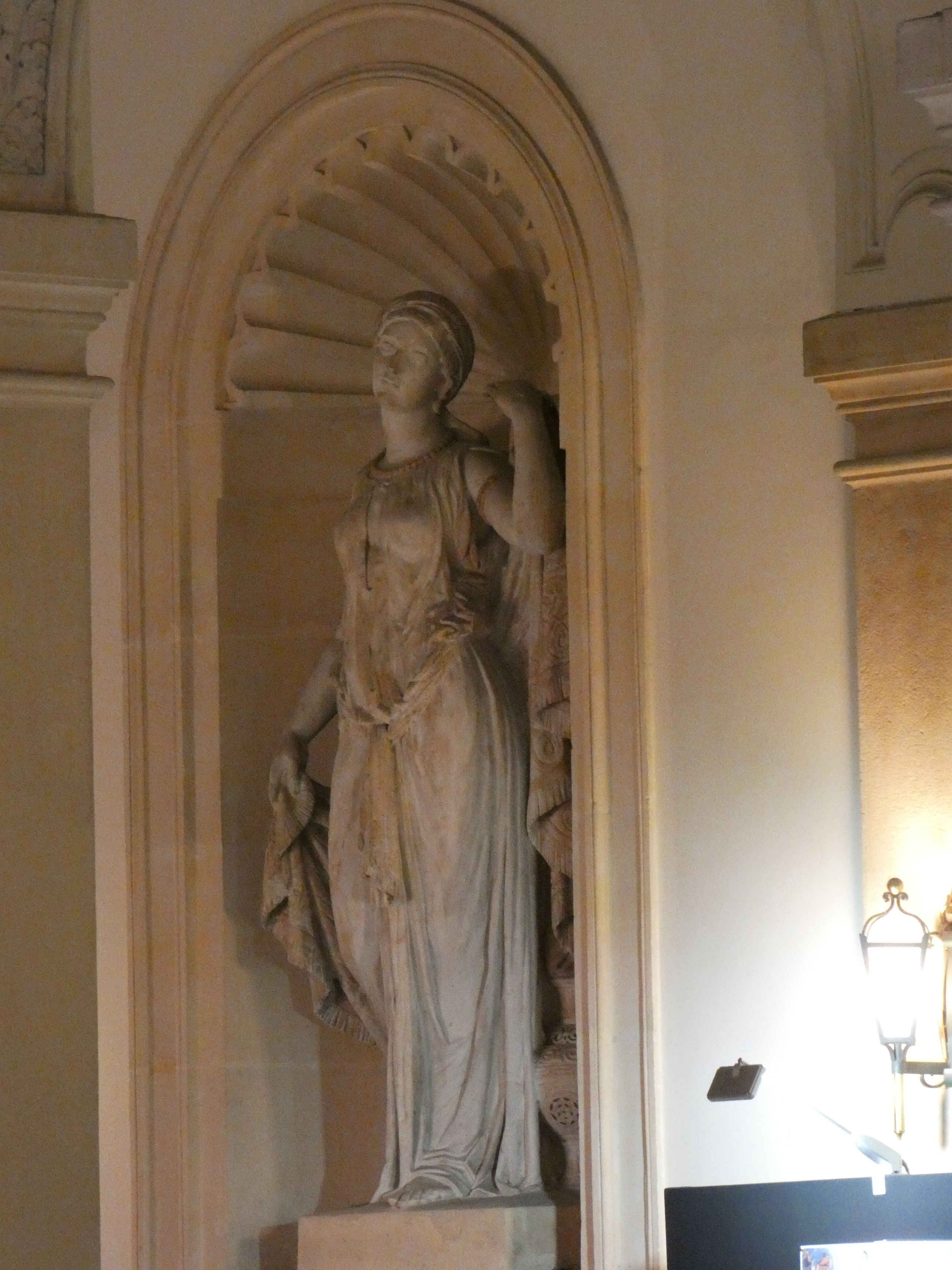
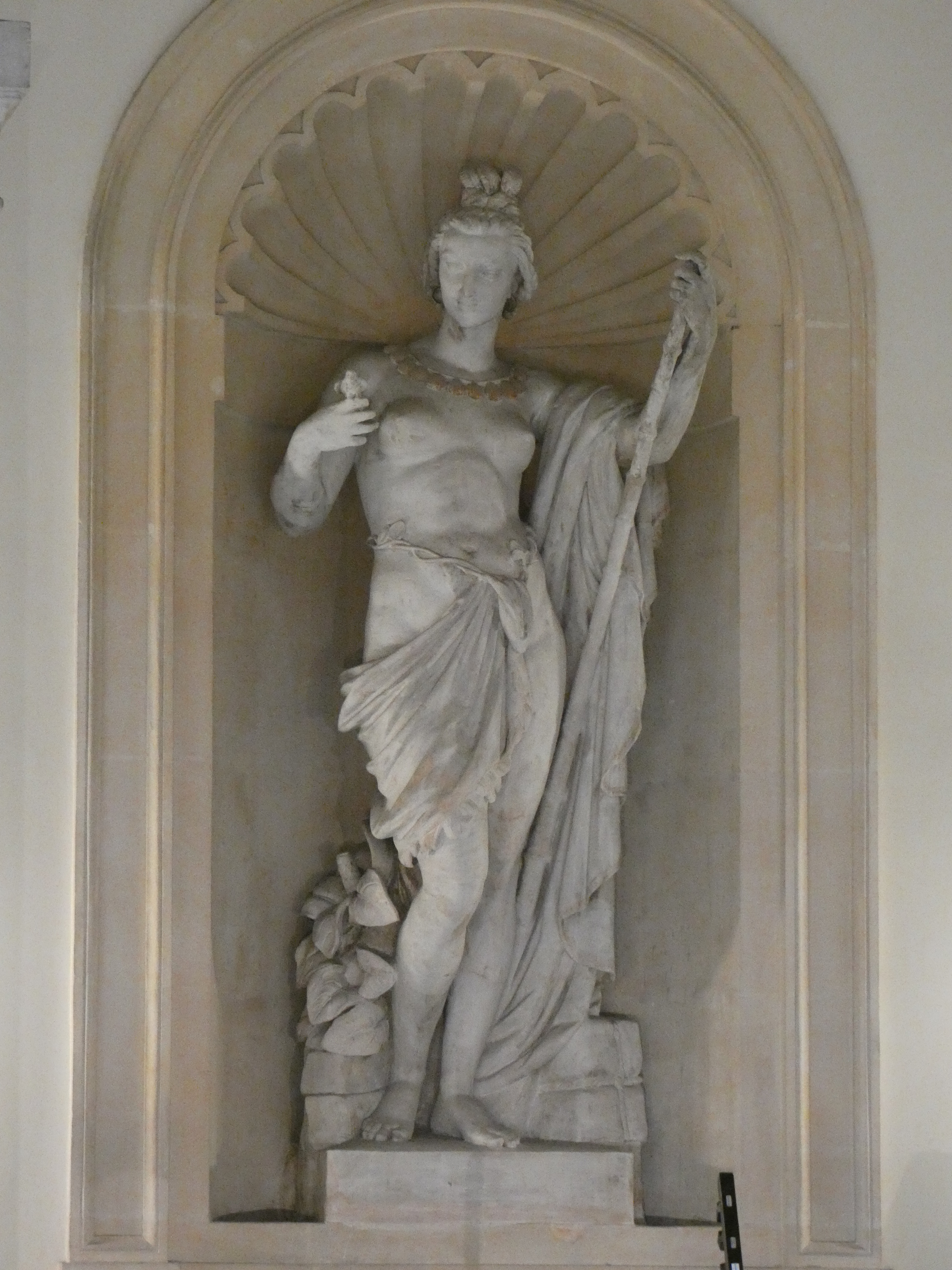
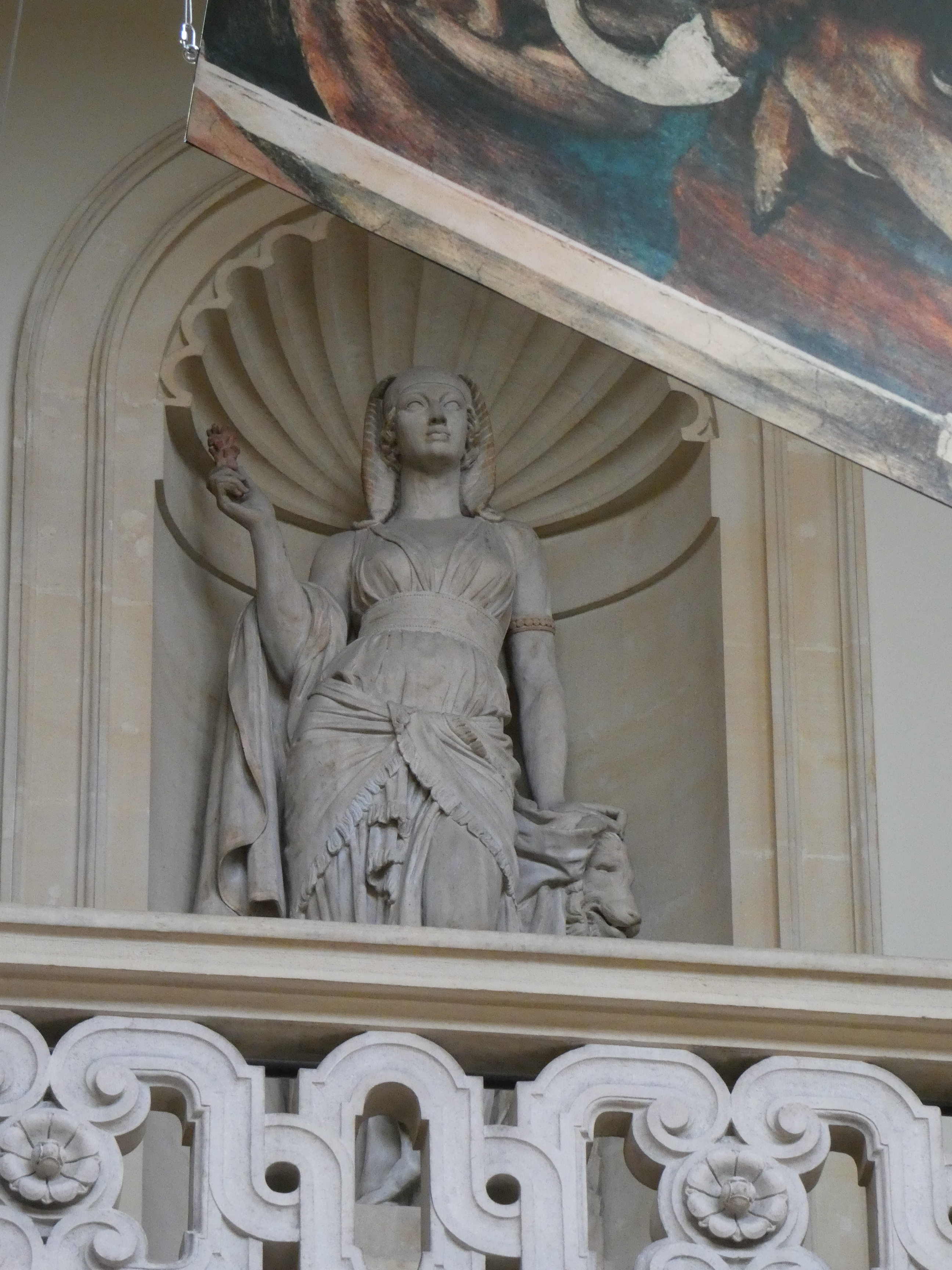

Au dernier niveau alternent des cariatides et des atlantes de Guillaume Bonnet sculptées dans du bois de tilleul.

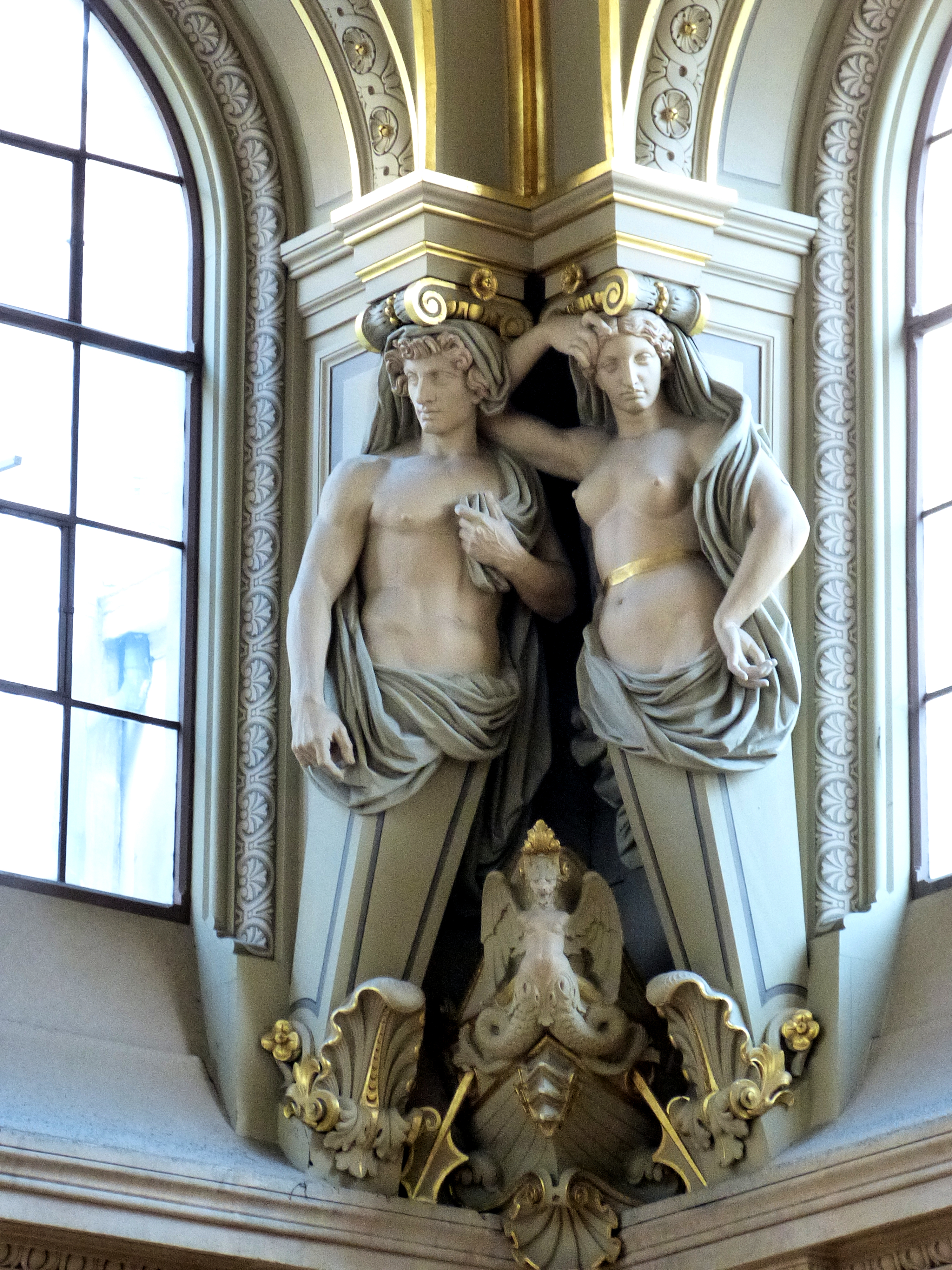
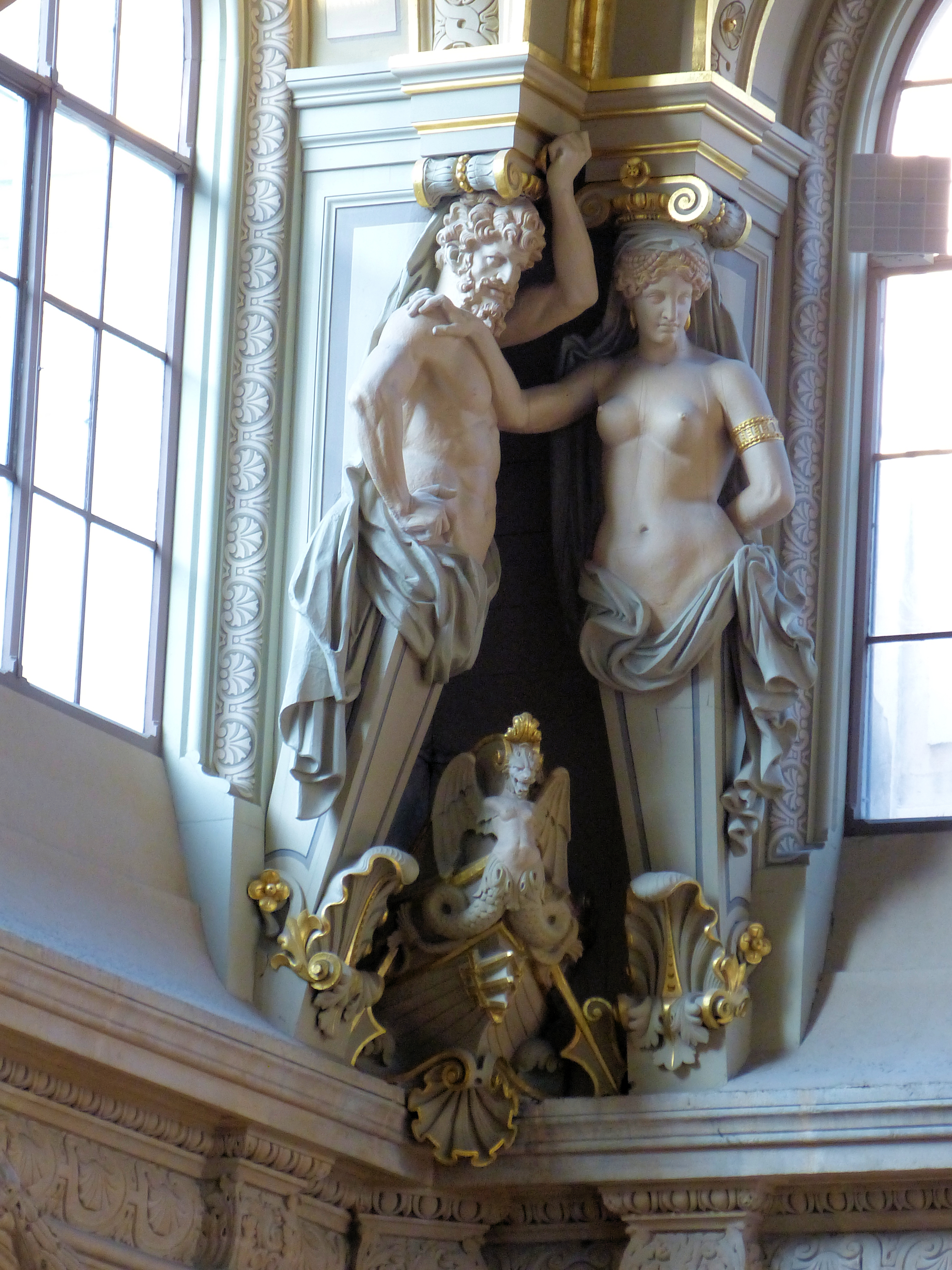
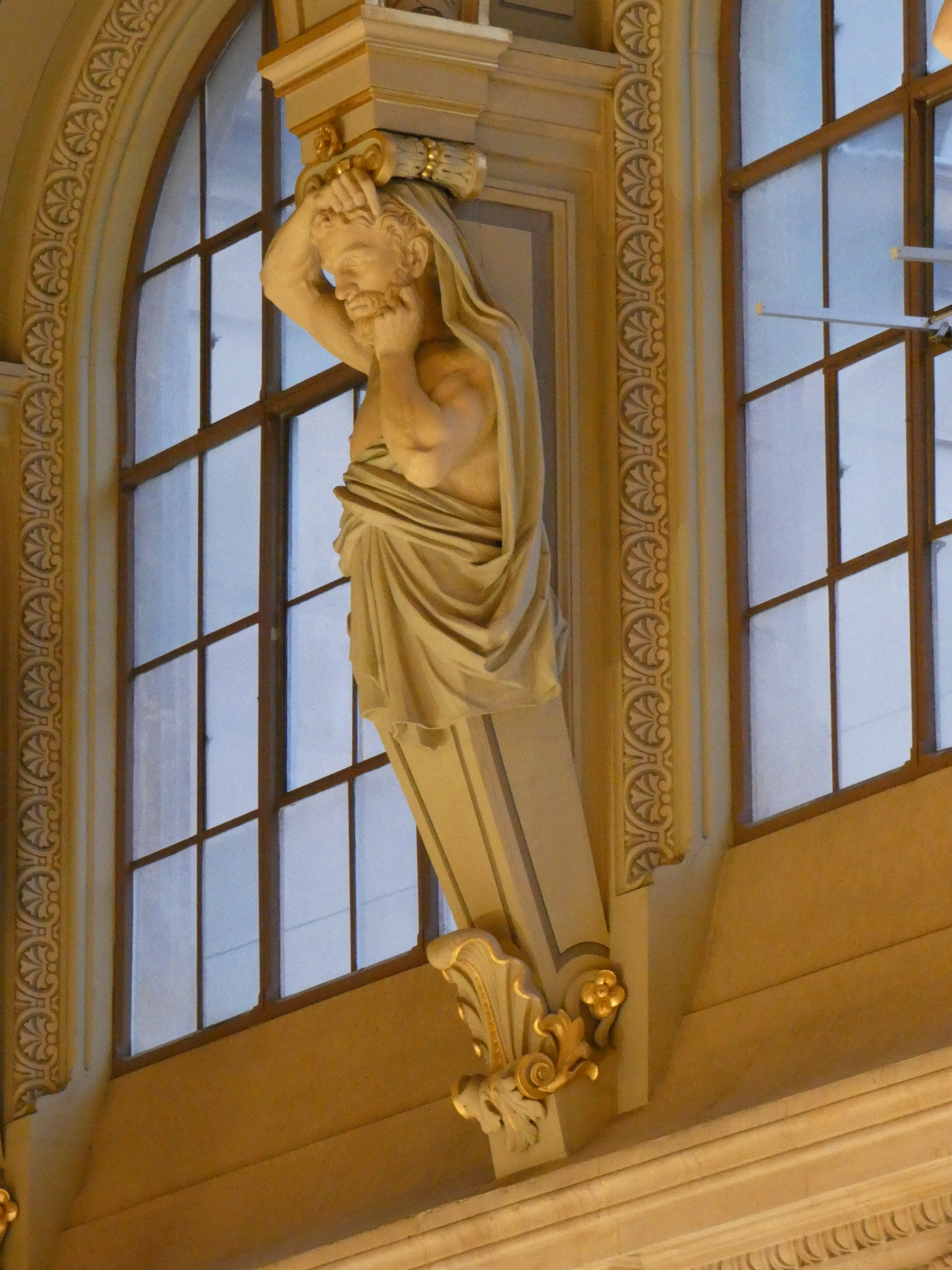
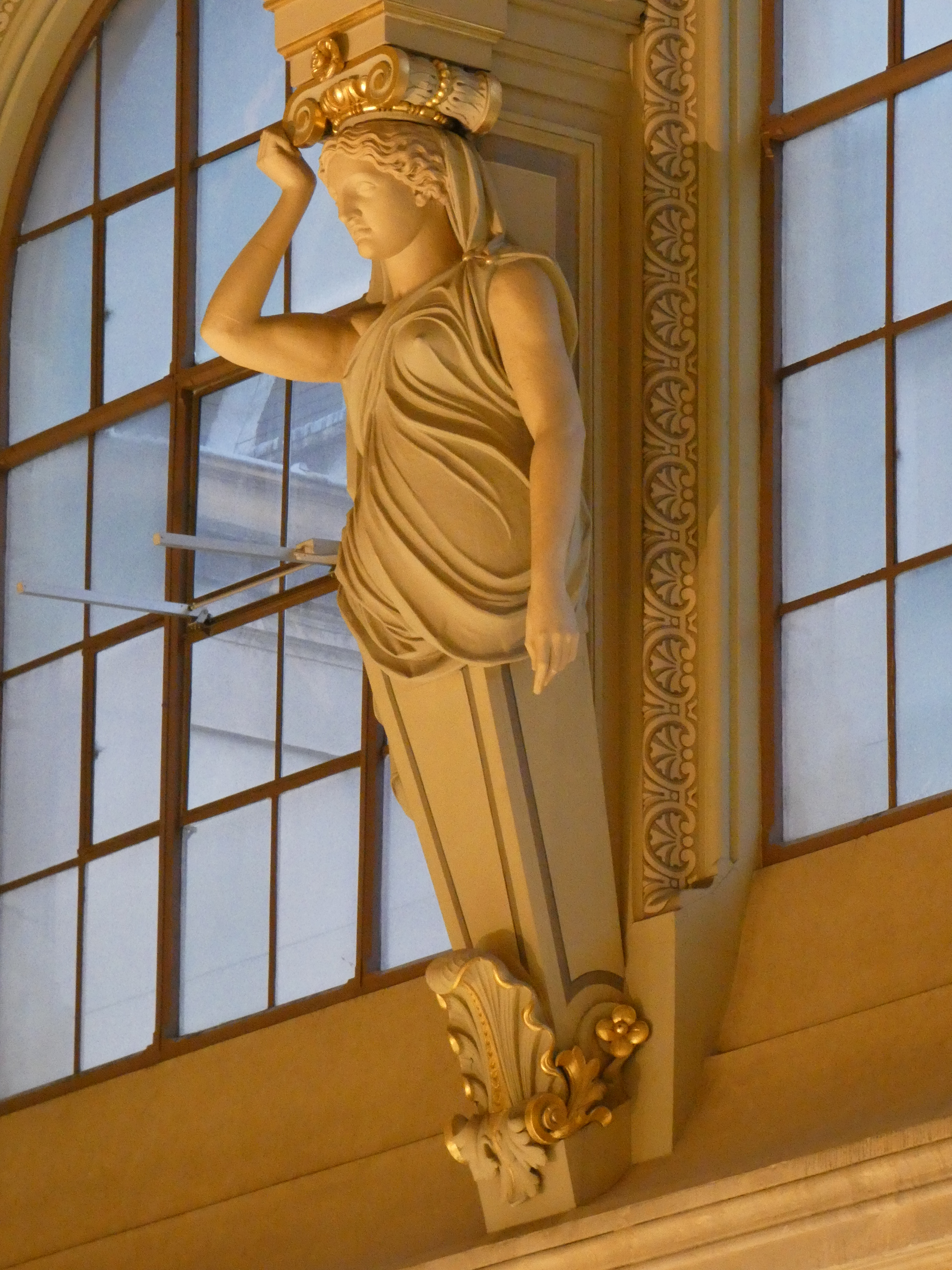
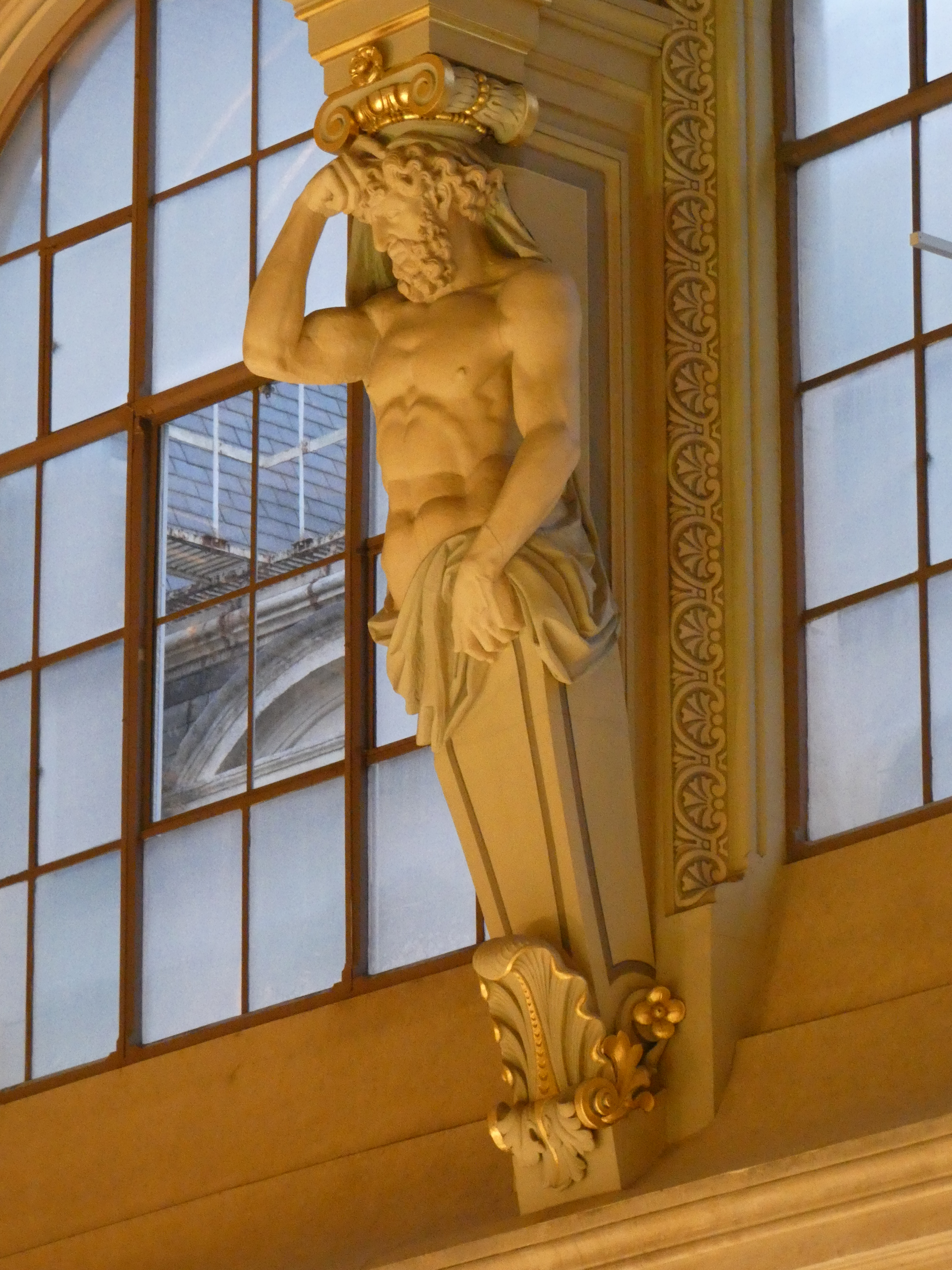
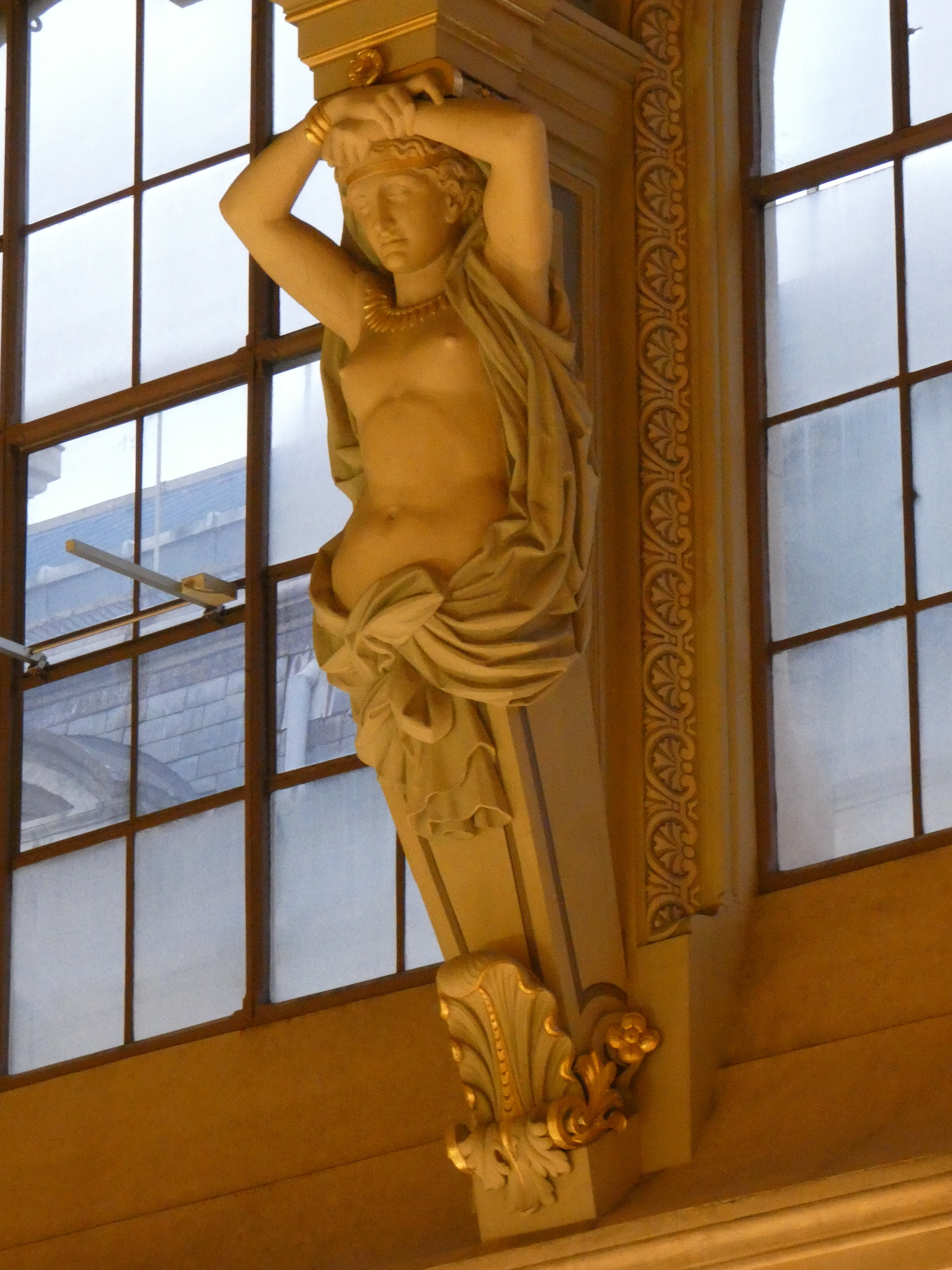
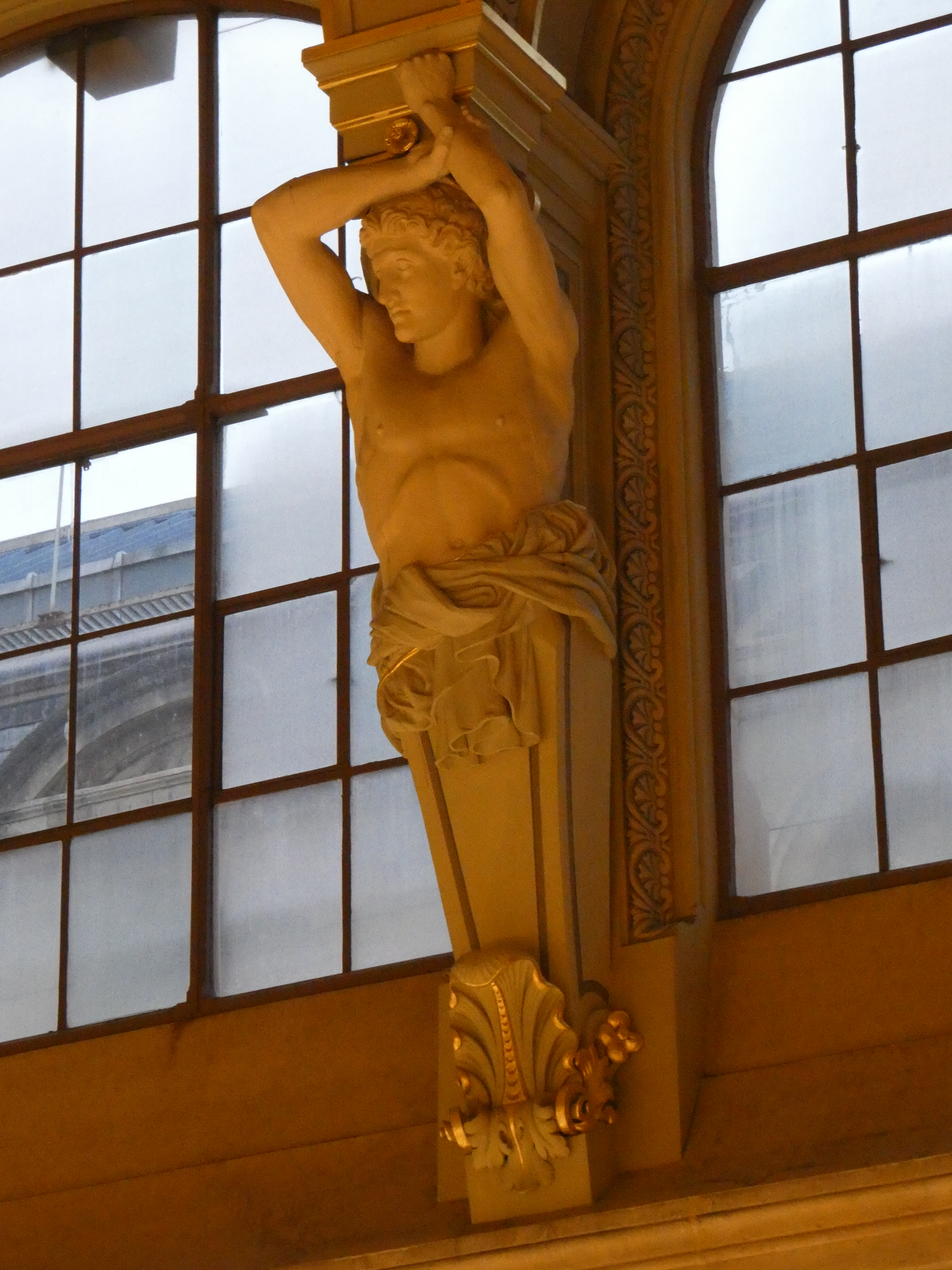
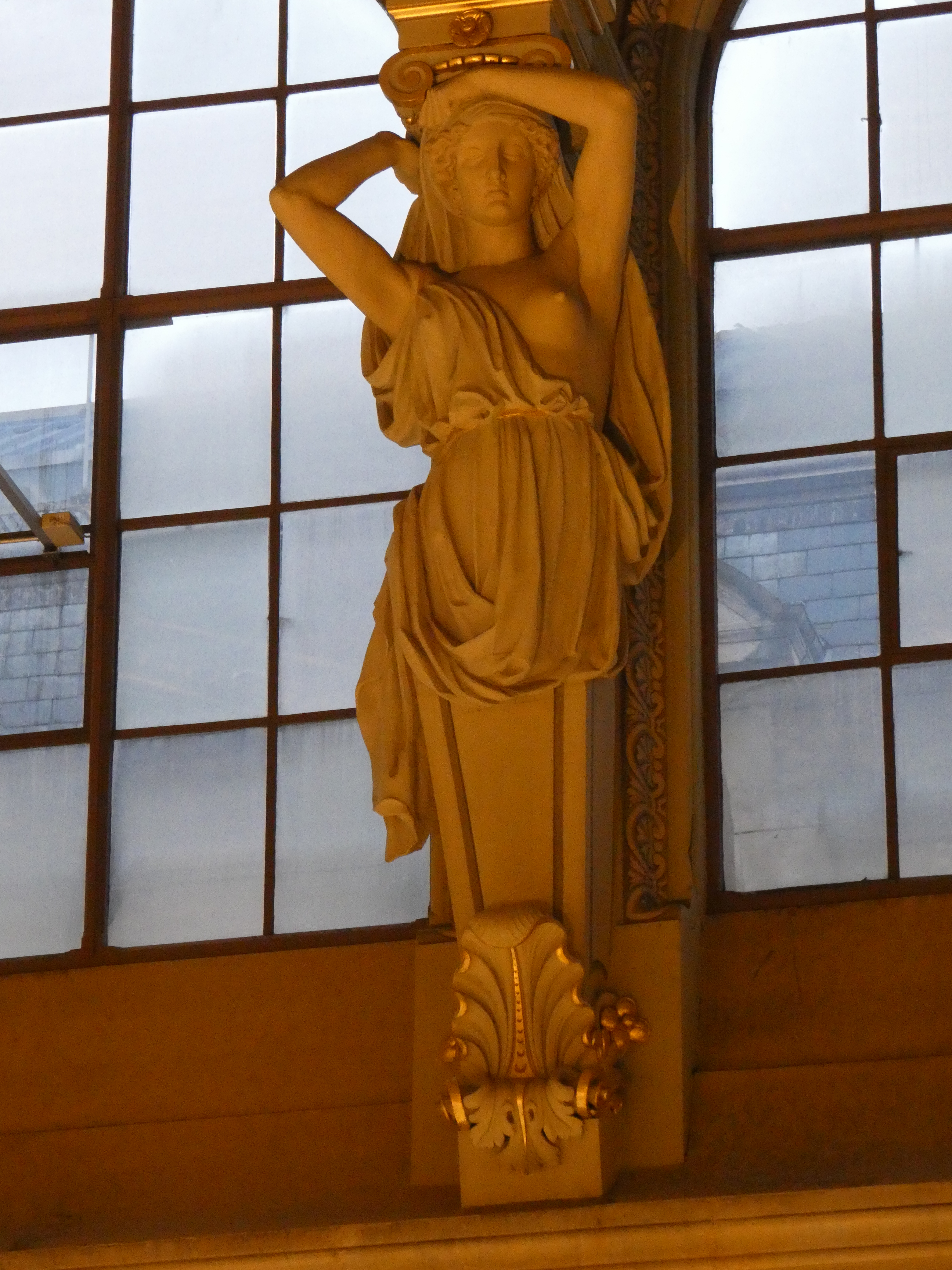

## Le tribunal de commerce
De 1861 à 1995, le Tribunal de Commerce est installé au Palais de la Bourse.
Joseph Chalier est le premier Président du Tribunal de Commerce de Lyon. Elu le 11 avril 1792.
- De 1930 à 1945 ;

- Jean-Charles VINCENT (1930-1934)
- Henri SERVAN (1935-1936)
- Antoine GIGNOUX (1937-1945)
- De 1946 à 1949 ;

- Pierre BARDOT (1946)
- Maxime AYMARD (1947)
- Léon MANGER (1948-1949)
- De 1950 à 1959 ;

- Henri GORMAND (1950-1953)
- Paul BOISSENOT (1954-1958)
- Henri JANNIN (1958-1959)
- De 1960 à 1969 ;

- Maurice BROSSETTE (1960-1963)
- Raymond GINDRE (1963-1966)
- A. MISSOL-LEGOUX (1966-1969)

## Accessibilité
Ce site est desservi par la station de métro Cordeliers.

## Pour approfondir